# キン肉マンのタッグ
- キン肉マン > キン肉マンのタッグ
- キン肉マンII世 > キン肉マンのタッグ

キン肉マンのタッグ（キンにくマンのタッグ）は、ゆでたまごの漫画『キン肉マン』およびその続編である『キン肉マンII世』に登場する架空のタッグチームの一覧。

## 『キン肉マン』「第1次怪獣退治編」 初登場

### 超人組 / ザ・マシンガンズ
- メンバー - キン肉マン、テリーマン
- コンビ技 - マッスル・ドッキング、バスターバリエーションPart5、ビルディング解体落とし、ツープラトンドロップキック[1]

「超人と怪獣どちらがえらいか決定戦」でアブドーラ、猛虎星人と対戦した時に結成。その際のタッグ名は「超人組」で、ザ・マシンガンズの名はアメリカ遠征編で登場し、テリーマンの愛馬マシンガン号が由来となっている。キン肉マンのアメリカ遠征時に、超人協会、超人同盟、超人評議会の抗争を収めるために超人協会代表としてタッグリーグに参戦。当初はお互いの呼吸が合わず、苦戦するが次第にコンビネーションを完成させて行き、優勝を果たしている。
アメリカ遠征編での入場テーマ曲は「荒野の七人」。
夢の超人タッグ編ではアシュラマン、サンシャインの手によりキン肉マンらアイドル超人の友情が奪われ、当初このタッグは実現しなかった。宇宙超人タッグトーナメント中盤キン肉マンのパートナー、キン肉マングレートの正体であるプリンス・カメハメがサンシャインの攻撃により死亡し、死ぬ間際にテリーマンにグレートのマスクを渡し二代目キン肉マングレートになることを託したためコンビが復活。キン肉マンはパートナーの交代を知らされていなかったが、トーナメント決勝ヘル・ミッショネルズとの3本勝負の1本目でグレートのマスクが狩られ、テリーマンの正体が明らかになると、再び「ザ・マシンガンズ」としてタッグを組み直す。2、3本目を勝ち取りヘル・ミッショネルズを破り、完璧超人の地球侵略を食いとめ、タッグトロフィーを手にする。
読切「キン肉マン ザ・マシンガンズ 空白の三日間」ではアメリカ遠征編で省略されたタッグ結成までのエピソードが描かれている。名前の由来は同読切に登場する、テリーマン牧場で飼われている気性の荒い暴れ馬「マシンガン号」から取られている。
劇場版『キン肉マン』では宇宙地下プロレス連盟のタッグであるオクトバスドラゴン3世&猛虎星人と対戦し、勝利している。
続編『キン肉マンII世』では「超人オリンピック ザ・レザレクション」のエキシビジョンマッチにて再結成する。
『究極の超人タッグ編』ではトロフィーを抜く直前、未来からやって来た時間超人とキン肉万太郎ら新世代超人の介入によりトーナメントが仕切り直しになり、再びタッグを組んで究極の超人タッグに出場。セレブリティーズ、カーペット・ポミングスを撃破するが、準決勝のマッスル・ブラザーズ・ヌーボーに敗退。当初は信用していなかった彼らの存在を認める。
テリーマンは「ザ・マシンガンズの参加しないタッグ戦はミートパティ（『週刊プレイボーイ』掲載時はスライスチーズ）の入ってないバーガーみたいなもの」と表現している。
キン肉マンとテリーマンのタッグ結成は、1979年に行われたプロレス夢のオールスター戦で8年ぶりに結成されたジャイアント馬場とアントニオ猪木のBI砲が由来となっている。
異名
- 超人界のザ・ファンクス
- 超人タッグの珠玉の逸品
- 復活を遂げた正真正銘の友情コンビ
- 超人タッグ界の珠玉

タッグタイトル歴
- 超人と怪獣どちらがえらいか決定戦勝利
- 全米超人タッグ選手権 / 第一回超人タッグ選手権
- 宇宙超人タッグトーナメント優勝

主要対戦成績
- ○アブドーラ&猛虎星人（バックドロップ）
- △ジ・エンペラーズ（時間切れ引き分け）
- ○怪人師弟コンビ（ジャンピング・ネックブリーカードロップ）
- ○宇宙一凶悪コンビ（カーフ・ブランディング）
- ○ヘル・ミッショネルズ（マッスル・ドッキング）
- ○ヘル・ミッショネルズ（ノックアウト）
- ○スーパーセレブリティーズ（マッスル・ドッキング）
- ○カーペット・ボミングス（マッスル・ドッキング）
- ×マッスル・ブラザーズ・ヌーボー（マッスル・エボルシオン）

### アブドーラ&猛虎星人 / 残虐怪獣コンビ
- メンバー - 猛虎星人、アブドーラ

キン肉マン&テリーマンに挑戦状を叩き付け、日本武道館でタッグマッチを行うが敗れる。
入場テーマ曲は「吹けよ風、呼べよ嵐」。
原作でのタッグ名は特になく、『キン肉マン 超人大全集』では「アブドーラ&猛虎星人」、『ぱちんこキン肉マン 夢の超人タッグ編』では「残虐怪獣コンビ」と名付けられている。
主要対戦成績
- ×ザ・マシンガンズ（バックドロップ）

## 『キン肉マン』「アメリカ遠征編」 初登場
- 全米超人タッグ選手権に参加したザ・マシンガンズについては、#超人組 / ザ・マシンガンズを参照。

### ジ・エンペラーズ
- メンバー - ビューティー・ローデス、ジャンヌ・スティムボード
- コンビ技 - ダブルパンチ、フライング・ボディー・アタック、ツープラトン・アトミックドロップ、ツープラトン・デッドリードライブ

超人評議会代表のコンビ。マシンガンズと接戦を繰り広げ引き分けるが、宇宙一凶悪コンビには試合を優位に進めながら凶器攻撃を受け惨敗する。その後は、シークと怪人師弟コンビにより奪われたテリーマンの義足を取り返すのに、一役買っている。
入場テーマ曲はベートーベンの「ピアノ協奏曲第5番」。
『ぱちんこキン肉マン 夢の超人タッグ編』でも、謎の二人組の正体の内の1つとして登場。
主要対戦成績
- △ザ・マシンガンズ（時間切れ引き分け）
- ×宇宙一凶悪コンビ（棄権）

### 宇宙一凶悪コンビ / ブラッド・イリュージョンズ
- メンバー - スカル・ボーズ、デビル・マジシャン
- コンビ技 - 8の字固め

超人同盟代表のコンビ。全米超人タッグ選手権出場の際、スカル・ボーズが過酷な訓練にただ一人残ったデビル・マジシャンをスカウトしたことで結成。残虐ファイトでジ・エンペラーズ、凸凹ブラザーズを倒すが、決勝でザ・マシンガンズに敗れ去る。
後に全米超人タッグ選手権を制するものの、超人師弟コンビにタイトルを奪われている。ザ・マシンガンズのタイトル返上後は新王者となり、防衛回数を重ねていたとされる。
入場テーマ曲は「はげ山の一夜」およびベートーベン作曲の「葬送行進曲」。
「ブラッド・イリュージョンズ」の名称は『キン肉マンII世 究極の超人タッグ編』で付けられた。『ぱちんこキン肉マン 夢の超人タッグ編』でも謎の二人組の正体の内の1つとして、「ブラッド・イリュージョンズ」の名称で登場。
タッグタイトル歴
- 全米超人タッグ選手権準優勝（アメリカ超人タッグ選手権第2位とも表記）
- 全米超人タッグ選手権

主要対戦成績
- ○凸凹ブラザーズ（8の字固め）
- ○ジ・エンペラーズ（棄権）
- ×ザ・マシンガンズ（カーフ・ブランディング）
- ×超人師弟コンビ（ダブル・ジャーマンスープレックスホールド）

### 凸凹ブラザーズ
- メンバー - イワオ、ブラック・シャドー
- コンビ技 - イワオブラック岩石シュート[15]

怪人も超人のはしくれだとして全米超人タッグ選手権に参加するが、宇宙一凶悪コンビにブラック・シャドーを破壊されてリタイア。読切漫画「ザ・マシンガンズ 空白の三日間」において、キン骨マン率いる彼らの団体名は「怪人血社」と明かされた。
主要対戦成績
- ×宇宙一凶悪コンビ（8の字固め）

### 怪人師弟コンビ / 怪人ペア
- メンバー - キン骨マン、イワオ
- コンビ技 - 悪だくみ[16]

全米超人タッグ選手権で宇宙一凶悪コンビに破壊されたブラック・シャドーの代わりとしてキン骨マンが参戦。試合会場に仕掛けをし、マシンガンズを照明の下敷きにするなど策略も練ったが、結局キン肉マン1人に敗れ去る。
キン肉マンが超人オリンピック王座を剥奪されていた時期、「怪人ペア」として「100万円クイズ」にてキン肉マンとミートの「赤の他人ペア」と対決。最初大きくリードしていた所をミートの奮闘であと一問で優勝決定まで追いつかれるも、ミートが力尽きてキン肉マンが誤答、それを正解することで優勝し最初で最後の勝利を収めた。
タッグタイトル歴
- 100万円クイズ優勝

主要対戦成績
- ×ザ・マシンガンズ（ジャンピング・ネックブリーカードロップ）

## 『キン肉マン』「第21回超人オリンピック ザ・ビッグファイト編」 初登場

### 日本コンビ
- メンバー - キン肉マン、ウルフマン（リキシマン）
- コンビ技 - ダブルジャーマンスープレックスホールド[18]

第21回超人オリンピック ザ・ビッグファイトの予選でザ・フィッシャーズに対抗するために一時的に結成。ゲーム『キン肉マン ジェネレーションズ』などのゲームでも、このタッグ名が名付けられている。

### ザ・フィッシャーズ
- メンバー - ザ・フィッシャーズ1号、ザ・フィッシャーズ2号

第21回超人オリンピック ザ・ビッグファイトの予選に参加していた小柄な超人2人組。タッグ選手権と間違えて出場した。
『ぱちんこキン肉マン 夢の超人タッグ編』でも謎の二人組の正体の内の1つとして登場。

## 『キン肉マン』「7人の悪魔超人編」 初登場

### ザ・ミラクルズ（日蒙超人コンビ）
- メンバー - キン肉マン、モンゴルマン（ラーメンマン）
- コンビ技 - 友情のクロスライン、ダブルジャーマンスープレックスホールド[18]

名称は『キン肉マンII世 究極の超人タッグ編』により設定。7人の悪魔超人編でのキン肉マンとモンゴルマンによるコンビ。試合の途中でシングルマッチの形に変更された。
その実力はザ・マシンガンズ以上との識者もいる。

### ディアボロス
- メンバー - バッファローマン、スプリングマン
- コンビ技 - 超人ドッジボール、スプリング・バズーカ、デビルエキスパンダー、ディアボロス・ロングホーン・トレイン

名称は『キン肉マンII世 究極の超人タッグ編』にて「ディアボロズ」と設定されたが、完璧超人始祖編では「ディアボロス」に変更されている。7人の悪魔超人編での終盤に登場。試合の途中でシングルマッチの形に変更された。
タッグタイトル歴
- 悪魔超人タッグ選手権
- 悪魔将軍杯（タッグ部門）優勝 1980年

主要対戦成績
- - ザ・ミラクルズ（日蒙超人コンビ） - シングル戦へ変更
- ○ジョン・ドウズ（超人十字架落とし）

## 『キン肉マン』「夢の超人タッグ編」 初登場
- 宇宙超人タッグトーナメントに参加したザ・マシンガンズについては、#超人組 / ザ・マシンガンズを参照。

### マッスル・ブラザーズ
- メンバー - キン肉マン、キン肉マングレート（プリンス・カメハメ→テリーマン）
- コンビ技 - マッスル・ドッキング、マッスル・ソルト、マッスル・ローリング、ダブル・コンドル・キック、マッスル火玉弾

キン肉マンが、謎の超人キン肉マングレートと組んだコンビ。そろいのタンクトップを着用している。グレートは宇宙超人タッグトーナメント1回戦ではカメハメが務めたが、準決勝以降はテリーマンが務めた。決勝戦でテリーマンが3本勝負1本目でグレートマスクを剥がされてからは、タッグ名をザ・マシンガンズに移行した。
異名
- 額に肉の文字を刻む男達

主要対戦成績
- ○四次元殺法コンビ（マッスル・ドッキング）
- ○はぐれ悪魔超人コンビ（マッスル・ドッキング）
- ×ヘル・ミッショネルズ（クロス・ボンバー）

### モースト・デンジャラス・コンビ
- メンバー - ブロッケンJr.、ウルフマン / リキシマン
- コンビ技 - モースト・デンジャラス・ラッシュ[18]

宇宙超人タッグトーナメントに向けて結成された急造コンビ。インスタントチームながら、何が飛び出すか分からない「最も危険」なコンビとみなされていた。
1回戦で2000万パワーズと当たるが、殺人遊戯コンビの乱入を受けて負傷し、形式上バッファローマンのフォールを受け敗北する。
その後、ヘル・ミッショネルズ戦で敗れて素顔をさらされたロビンマスクの写真を撮るカメラマンたちに憤慨し、他の正義超人と共に2人揃って殴り込むシーンがある。その後、2回戦では観戦中のブロッケンJr.が1人でマッスル・ブラザーズを救出するために負傷した身体で霊界ポケットの中に飛び込むが、魔雲天に追い返される。アニメ版ではリキシマンも途中まで登場し、ともに救出に入っている。準決勝でウルフマンは殺人遊戯コンビに潰されたとして、アシュラマンに腕を奪われる。
主要対戦成績
- ×2000万パワーズ（フォール）

### 四次元殺法コンビ
- メンバー - ペンタゴン、ブラックホール
- コンビ技 - 四次元殺法、四次元ワープ、四次元交差、フュージョン・4D[18]、四次元シュート[10]

いとこ同士のコンビ。
宇宙超人タッグトーナメント1回戦でマッスル・ブラザーズと戦い、マッスル・ドッキングにより敗れる。敗北後、アシュラマンからは「出場タッグの中で一番弱い」と評された。
異名
- 次元の狭間を華麗に舞うモノクロームコンビ

タッグタイトル歴
- 銀河系超人タッグ（スカイマン&カレクック組から奪取）

主要対戦成績
- ×マッスル・ブラザーズ（マッスル・ドッキング）

### 超人師弟コンビ
- メンバー - ロビンマスク、ウォーズマン
- コンビ技 - タッグフォーメーションA、ダブル・ジャーマンスープレックスホールド、タワー・オブ・バベル[18]、タッグフォーメーションB[1]、ウォーズボール[1]

ロビンマスクとウォーズマンの師弟同士によるコンビ。宇宙超人タッグトーナメントでは優勝候補筆頭に挙げられていた。1回戦でヘル・ミッショネルズと対戦、ロビンがネプチューンマンの正体を見抜くことに執着したためにウォーズマンが敗北。孤立したロビンも奮戦するが師弟共々マスクを狩られることになる。
異名
- 互いの運命に影響し合い強い絆で結ばれた師弟コンビ

タッグタイトル歴
- 全米超人タッグ選手権（宇宙一凶悪コンビから奪取）

主要対戦成績
- ○宇宙一凶悪コンビ（ダブル・ジャーマンスープレックスホールド）
- ×ヘル・ミッショネルズ（クロス・ボンバー）

### 2000万パワーズ
- メンバー - バッファローマン、モンゴルマン（ラーメンマン）
- コンビ技 - ロングホーン・トレイン、パワーアップ・ハリケーンミキサー、20ミリオンアバランチクラッシュ、猛闘クラッシュ、猛闘・日月脚、ハリケーン・ボンバー[1]、ヘアーネットラリアット[1]

宇宙超人タッグ・トーナメント開催直前に、モンゴルマンがキン肉マンの誘いを断ってバッファローマンと結成したコンビ。バッファローマンの超人強度1000万パワーとモンゴルマンの1000万の技を合わせて2000万パワーズと名付けられた。
宇宙超人タッグトーナメント1回戦で乱入してきた完璧超人スクリュー・キッド&ケンダマン組を破るが、準決勝でヘル・ミッショネルズに敗北。モンゴルマンはマスクを狩られる。
『キン肉マンII世』においても、「超人オリンピック ザ・リザレクション」決勝戦前のエキシビションマッチにて再結成。この時はバッファローマンとラーメンマンのコンビだった。
『究極の超人タッグ編』では1回戦シードで準々決勝にてマッスル・ブラザーズ・ヌーボーと対戦。試合途中、モンゴルマンがカオスの実力をはかるため、マスクを脱ぎラーメンマンとなった時は「新章・2000万パワーズ」と呼称された。
元々このチーム名は、読者応募企画「読者が選ぶ夢のタッグ」において、バッファローマンとサンシャインのコンビについていたものである。
異名
- 背を託す闘いの猛者

主要対戦成績
- ○モースト・デンジャラスコンビ（3秒フォール）
- ○殺人遊戯コンビ（ロングホーン・トレイン）
- ×ヘル・ミッショネルズ（磁気嵐クラッシュ、クロス・ボンバー）
- △ザ・マシンガンズ（試合中断）
- ×マッスル・ブラザーズ・ヌーボー（マッスル・エボルシオン）

### ニュー・マシンガンズ
- メンバー - テリーマン、ジェロニモ
- コンビ技 - ジャパニーズ・レッグロール・ホールド[注 3]、アームブリーカー、竜巻地獄返し、ダブルジャーマンスープレックスホールド[18]

宇宙超人トーナメント開催直前に、テリーマンがキン肉マンからの誘いを断って、超人として生まれ変わったジェロニモと組んで結成したコンビ。トーナメント開始前の出場選手選考時は「超人フレッシュ・コンビ」と呼ばれていた。
1回戦ではぐれ悪魔超人コンビと対戦し、テリーマンがサンシャインをギブアップ寸前まで追いつめるが、アシュラマンによりジェロニモを人質に取られたテリーマンが降伏の証としてスター・エンブレムを差し出したことで試合放棄となる。
主要対戦成績
- ×はぐれ悪魔超人コンビ（試合放棄）

### はぐれ悪魔超人コンビ
- メンバー - アシュラマン、サンシャイン
- コンビ技 - 地獄のコンビネーションシリーズ、サンシャイン・マグナム、キャノン・ボール、悪魔霊術将軍復活、地獄の砂団子、砂塵迷宮投げ、サンシャイン・ガトリング[1]

悪魔六騎士の生き残り2人によるコンビ。初登場前に行われた、読者応募企画「読者が選ぶ夢のタッグ」では「悪魔最強最悪コンビ」の名で1位を獲得。正義超人の力の源、友情パワーを奪い宇宙超人タッグトーナメントに参加する。魔界でも何度かコンビを組んだことがあるらしく、数々の地獄のコンビネーションを披露する。
宇宙超人タッグトーナメント開会式に乱入し、ビッグ・ボンバーズを蹴散らして参加。1回戦でニュー・マシンガンズを破り、救出に入ったキン肉マングレートを惨殺する。
準決勝でマッスル・ブラザーズと完全決着のランバージャック・ゴンドラデスマッチで闘うも敗北。友情パワーの素晴らしさに魅せられた二人は潔く負けを認める。
その後、リングに乱入したヘル・ミッショネルズにより、アシュラマンのマスクが狩られ、サンシャインは殺害される。
新シリーズにて対戦する「モデスティーズ」相手に再結成する。アシュラマンを鉾に、サンシャインを盾の役割を務めるように戦うが、怒らせたザ・ナチュラルのナチュラルボーンクラッシュをサンシャインが受けてしまい、ほぼ戦闘不能に陥るが最後の地獄のコンビネーションPART FAINAL「竜巻砂塵地獄」でザ・ナチュラルを破り、ザ・バーザーカーを悪魔六騎士の腕を使った阿修羅バスターで撃破する。
異名
- 冷血・冷酷・冷徹の悪魔コンビ

タッグタイトル歴
- 読者が選ぶ夢のタッグ第1位（「悪魔最強最悪コンビ」でのエントリー）
- 宇宙超人タッグ・トーナメント ベスト4

主要対戦成績
- ○ニュー・マシンガンズ（試合放棄）
- ×マッスル・ブラザーズ（マッスル・ドッキング）
- ○モデスティーズ（阿修羅バスター）

### ビッグ・ボンバーズ
- メンバー - カナディアンマン、スペシャルマン
- コンビ技 - ノースアメリカンコーポレーション[18]、ノースアメリカンクロスアタック[1]

連載初期から登場していたが活躍の場がなかった正義超人のコンビ。トーナメント開始前の出場選手選考時は「技巧コンビ」と呼ばれていた。
トーナメント開始直前に乱入して来たはぐれ悪魔超人コンビに「弱体チーム」と罵られたことに逆上し襲いかかるが、返り討ちに遭う。結局、棄権とみなされて大会の出場権を奪われた。
『究極の超人タッグ編』では、はぐれ悪魔超人コンビ戦の汚名を濯ぐ好機と考えてリザーブ・マッチの候補者席に座っていたが、対戦相手が時間超人と判明するとそのリスクの大きさに躊躇して、テガタナーズに出場権利を譲る。
機会を待って故国で鍛錬を続けようとするスペシャルマンに対し、周りからの非難を恐れるカナディアンマンは帰国せずに、日本での隠遁生活を考える。その直後、マッスル・ブラザーズ・ヌーボーのグレートIIIが人間だと聞いたカナディアンマンは、それを委員長に密告することで、マッスル・ブラザーズ・ヌーボーに代わって自分たちがタッグ本戦に参加しようとスペシャルマンに提案する。決して乗り気では無かったスペシャルマンだが、結局止められずに実行。しかし、委員長には「正義超人の風上にもおけないチーム」とその行為を非難され、後に制裁を加えられることになる。
異名
- 無冠の技巧派タッグ

### 殺人遊戯コンビ
- メンバー - スクリュー・キッド、ケンダマン
- コンビ技 - 地獄のネジ回し

名前はPlayStation Portableゲーム『キン肉マン マッスルジェネレーションズ』より。『キン肉マン 290 クイズブック』でも「殺人遊戯コンビ」と紹介されている。原作では正式名称が不明だったため、「乱入コンビ」と呼ばれていた。完璧超人による偵察隊で宇宙超人タッグトーナメントでは1回戦の2000万パワーズとモースト・デンジャラス・コンビの戦いに乱入。モースト・デンジャラス・コンビを瞬時に葬るが、その後2000万パワーズに敗北。最後はヘル・ミッショネルズの制裁を受けて、2人とも死亡。

### ヘル・ミッショネルズ
- メンバー - 1号：ネプチューンマン、2号：ビッグ・ザ・武道（ネプチューン・キング）
- コンビ技 - クロス・ボンバー、磁気嵐クラッシュ、ハイジャック・パイル・ドライバー、マスク・ジ・エンド、地球大逆転、とどめの死の十字架[1]

完璧超人の幹部によるコンビ。『夢の超人タッグ編』当初は十字架の描かれた覆面を被り、他の参加超人からは謎の超人とみなされていた。覆面の色は漫画では黒だがアニメでは1号が赤、2号が緑である。また、この覆面状態の時は首を左右に振るという特異な行動を見せていた。
宇宙超人タッグトーナメント1回戦第2試合で敗れたスクリュー・キッド&ケンダマンを処刑して姿を現し、第3試合で超人師弟コンビ、2回戦第2試合で2000万パワーズと、正義超人タッグを次々に撃破する。決勝のマッスル・ブラザーズ戦では3本勝負の1本目を奪取するが、2本目敗戦時にダメージが大きく3本目に進めず、優勝を逃す。
異名
- 格式高き地獄の伝道師

タッグタイトル歴
- 宇宙超人タッグトーナメント準優勝

主要対戦成績
- ○超人師弟コンビ（クロス・ボンバー）
- ○2000万パワーズ（磁気嵐クラッシュ、クロス・ボンバー）
- ○マッスル・ブラザーズ（クロス・ボンバー）
- ×ザ・マシンガンズ（マッスル・ドッキング）
- ×ザ・マシンガンズ（ノックアウト）

### スカイマン・カレクック組
- メンバー - スカイマン、カレクック

第20回超人オリンピックベスト8の2名によるタッグで、両者とも「第20回超人オリンピック編」が初登場だが、タッグが初登場したのは「夢の超人タッグ編」。
「夢の超人タッグ編」では、四次元殺法コンビに銀河系超人タッグのタイトルを奪取されたことが明らかにされたのみで戦闘描写はなく、タッグ名も不明。小説『ディープオブマッスル!!』で登場した際、スカイマンからカレクックを誘ったなどの結成経緯が説明された。小説内では自分たちのことを「ジキルとハイドのような“ジョイント・ナンバーワン”チーム」、「アイドル超人と残虐超人の“ジョイント・ナンバーワン”」と称している。
銀河系超人タッグの王者奪取後、長期政権の期待も高かったとされる。
タッグタイトル歴
- 銀河系超人タッグ

## 『キン肉マン』「キン肉星王位争奪編」 初登場

### キン肉マンチーム

#### ブルー・インパルス
- メンバー - キン肉マン、ロビンマスク
- コンビ技 - 日英クロス・ボンバー

キン肉マンとロビンマスクが組んだ超人オリンピック覇者同士のタッグ。キン肉星王位争奪サバイバル・マッチの準決勝でお互いに副将・大将同士が残り、早急に決着をつけるために結成された。
主要対戦成績
- ○キン肉マンゼブラ&パルテノン（未完成マッスル・スパーク）

#### 巌流島コンビ
- メンバー - キン肉マン、ネプチューンマン
- コンビ技 - クロス・ボンバー、巌流島ドロップ、クロス延髄、レインボー・ブリッジ・スープレックス

キン肉星王位争奪戦終盤に登場。宿敵同士だった宮本武蔵と佐々木小次郎になぞらえてこの名で呼ばれた。

### 技巧チーム（ゼブラ・パルテノン）
- メンバー - キン肉マンゼブラ、パルテノン
- コンビ技 - 残虐技キャンバス・プレッサー

技巧チームの大将と副将によるコンビ。「キン肉マンゼブラ・パルテノン組」とも呼ばれるが正式名称は不明。キン肉星王位争奪サバイバル・マッチ準決勝において両チーム2名同士が残ったため、キン肉マンチームのキン肉マン、ロビンマスクとタッグで決着をつけるために結成。試合ではパルテノン、ロビンマスクが倒れたため、最終的にはゼブラとキン肉マンによるシングルマッチの形となった。
主要対戦成績
- ×ブルー・インパルス（未完成マッスル・スパーク）

### 残虐チーム（キン肉マンソルジャー・バッファローマン）
- メンバー - キン肉マンソルジャー、バッファローマン

キン肉星王位争奪戦中盤に登場。残虐チーム（超人血盟軍）と知性チームの3人タッグが行われ、残虐チームのブロッケンJr.と知性チームのプリズマンが落下したことにより結成。作中では正式名称不明だったが、ゲーム『キン肉マン マッスルジェネレーションズ』では「アタック電撃隊」と名付けられている。なお、サタンに支配されたバッファローマンとキン肉アタル（キン肉マンソルジャー）が組んだ場合、「ザ・グラディエーターズ」という名称へ変わる。

### 知性チーム

#### 知性チーム（フェニックス・マンモスマン）
- メンバー - キン肉マンスーパー・フェニックス、マンモスマン

キン肉星王位争奪戦中盤に登場。残虐チームと知性チームの3人タッグが行われ、残虐チームのブロッケンJr.と知性チームのプリズマンが落下したことにより結成。

#### ラスト・インテリジェンス
- メンバー - キン肉マンスーパー・フェニックス、ジ・オメガマン
- コンビ技 - 不死鳥合体

キン肉星王位争奪戦終盤に登場。キン肉マンチームと知性チームの3人タッグが行われ、キン肉マンチームのロビンマスクと知性チームのマンモスマンが消えたことにより通常タッグの2人組同士の戦いとなった。キン肉マンとネプチューンマンのタッグが巌流島コンビと名付けられたのに対し、こちらは原作内では正式名称不明。原作内のタッグの中では合計超人強度が最高となっている。
『ぱちんこキン肉マン 夢の超人タッグ編』で「ラスト・インテリジェンス」と名付けられ、謎の二人組や真・謎の二人組の正体として登場した。『キン肉マン大解剖』でもこのタッグ名で紹介されている。

## 『キン肉マン』「完璧超人始祖編」 初登場

### ジョン・ドウズ
- メンバー - グリムリパー、ターボメン
- コンビ技 - ジョン・ドウズ アロウ、ハイキャパシティ・ジョン・ドウズ アロウ

完璧・無量大数軍同士のコンビ。タッグ名は「名無し」を意味し、「強者同士のタッグチームに名前はいらない」という理由でグリムリパーに付けられた。初めて組んだ即席タッグだが、阿吽の呼吸など必要ないほどの強さを発揮する。
鳥取砂丘・サッカラ階段ピラミッドリング対抗戦においてバッファローマン&スプリングマンのディアボロスと対戦するが敗れる。
主要対戦成績
- ×ディアボロス（超人十字架落とし）

## 『キン肉マン』「オメガ・ケンタウリの六鎗客編」 初登場

### フルメタルジャケッツ
- メンバー - キン肉マンソルジャー、ブロッケンJr.
- コンビ技 - バトルフィールドドロップキック、ドリル・ア・ホールキャノンドライバー、ナパームコンビネゾン

キン肉マンソルジャーことキン肉アタルと、その右腕ブロッケンJr.による超人血盟軍コンビ。オメガマン・アリステラとマリキータマンに対抗するために結成。当初ソルジャーはアリステラからキン肉マンとタッグを組むよう要求されていたが、キン肉マンがパイレートマン戦で負傷していたことと、なによりこの世で誰より自分の思想を理解し、信頼してくれているベストパートナーであるという理由でブロッケンJr.を選んだ。
名前の由来は映画『フルメタル・ジャケット』。
主要対戦成績
- ○オメガ・グロリアス（アタル版マッスル・スパーク）

### オメガ・グロリアス
- メンバー - オメガマン・アリステラ、マリキータマン
- コンビ技 - グロリアスサンクションクラッシュ、アンセンションギムレット、グロリアスエヴァンタイユ、グラッジミミックニードル、グロリアスグレイブヤードスプラッシュ、ブレーンズシャットダウンボンバー

運命の王子たちとの闘いで勝ち残ったオメガ・ケンタウリの六鎗客同士のコンビ。タッグ名はアリステラが即興で付けたものだが、息の合ったコンビネーションを披露する。
主要対戦成績
- ×フルメタルジャケッツ（アタル版マッスル・スパーク）

## 『キン肉マン』「新シリーズ」初登場

### ゴッドセレクテッド
- メンバー - キン肉マンスーパー・フェニックス、キン肉マンビッグボディ
- コンビ技 - ゴッドブレス・リベンジャー

キン肉マンスーパー・フェニックスからの頼みでローマのコロッセオにやってきたキン肉マンビッグボディが、フェニックスに提案されたことで急遽結成されたタッグ。「ゴッドセレクテッド」という名称は、コロッセオのリングで開始されたタッグ戦を上空のヘリコプターから実況する解説員が命名したものである。
命名前は「BP砲（ビッグボディフェニックスほう）」とも呼ばれていた。
主要対戦成績
- ○マイティハーキュリーズ（ゴッドブレス・リベンジャー）

### マイティハーキュリーズ
- メンバー - イデアマン、ザ・ノトーリアス
- コンビ技 - ハーキュリースープレックス、フィギュアフォーティガークロークラッシュ、サンドイッチラウンドハウスキック、パラサイトストーム、リアルツインDDT

キン肉マンスーパー・フェニックス（と知性の神）からの提案で、ローマのコロッセオに転移した調和の神に同行していたイデアマンとザ・ノトーリアスのタッグ名。天界にいた頃からタッグを組んでおり、天界最強のタッグと名を馳せていたと語っている。チームリーダーはイデアマン。
主要対戦成績
- ×ゴッドセレクテッド（ゴッドブレス・リベンジャー）

### モデスティーズ
- メンバー - ザ・ナチュラル、ザ・バーザーカー
- コンビ技 - ベルセルクの剣、モデスティーズグリードボンバー

バベルの塔4階のリングで、アシュラマンとサンシャインの「はぐれ悪魔超人コンビ」とタッグマッチを行うことになったザ・ナチュラルとザ・バーザーカーのタッグ名。バーザーカーが司令塔を務める。
主要対戦成績
- ×はぐれ悪魔超人コンビ（阿修羅バスター）

### エグゾセミサイルズ
- メンバー - キン肉マンゼブラ、マリキータマン
- コンビ技 - エグゾセツインボム、エグゾセツインレッグラリアット、ヘルズベル・リンギング、シンクロニシティ・インフェルノ

レバノンのバールベックでキン肉マンゼブラとキン肉マンマリポーサの時間超人とのタッグ戦が始まろうとする直前、突如飛来したマリキータマンがゼブラとタッグを組みたいと提案し、それを聞いたマリポーサが2人がタッグを組んだ方がいいと説得したことで結成された。タッグ名を決めたのはマリキータマン。
主要対戦成績
- ○エル・ドミノス（シンクロニシティ・インフェルノ）

### エル・ドミノス
- メンバー - ドミネーター、エル・カイト
- コンビ技 - ブラッドオーシャンダイブ、アコンプリスフリップ、キャタラクトカッター、エル・ドミノスドローンフィスト、バーバリアンスカルイグニッション、ドミノファイヤーブースト、ドミノアトミックコリジョン、バックドラフトフットボム

レバノンのバールベックでマリキータマンとキン肉マンゼブラのタッグ「エグゾセミサイルズ」と対戦する際に、エル・カイトが命名して結成したタッグ。
主要対戦成績
- ×エグゾセミサイルズ（シンクロニシティ・インフェルノ）

### マッスル・ブラザーズIII
- メンバー - キン肉マン、キン肉マングレート

ザ・ガストマンをキン肉マンと闘わせ、自分は高みの見物を決め込むエクサベーターを見かねて、突如現れた謎の三代目キン肉マングレートがタッグマッチを提案した際に結成。正体不明ながらグレートの目を見て彼を信頼したキン肉マンが、過去から未来へバージョンアップの期待を込めて命名した。

### インダストリアルレボリューションズ
- メンバー - エクサベーター、ザ・ガストマン

タッグマッチを要求するキン肉マンとグレートに対抗して結成した、時間超人同士のタッグ。チームリーダーのエクサベーターにより命名された。

## 『キン肉マンII世』 初登場

### ザ・デモリッションズ
- メンバー - ボルトマン、再生アシュラマン
- コンビ技 - 地獄のコンビネーションβ、地獄のコンビネーションΩ、デモリッション・ジャーマン、プレッシャー・クッカー、八万地獄落とし

悪魔の種子（デーモンシード）のコンビ。悪魔の種子軍でも対戦相手を殺すか再起不能に追い込む常習犯と恐れられ名づけられた。
主要対戦成績
- ○B-エボリューションズ（地獄のコンビネーションΩ）
- ×ザ・坊ちゃんズ（マッスル・グラヴィティ）

### ザ・坊ちゃんズ（ヤングマスターズ）
- メンバー - キン肉万太郎、ケビンマスク
- コンビ技 - NIKU⇒LAP、坊ちゃんズ（プレピー）コラボレート・1、超人メリーゴーランド、バスターバリエーションPart5、日英クロス・ボンバー、マッスル・キングダム、ダディーズ・フェイバリット[1]

ザ・デモリッションズとの戦いに向け結成された、新世代正義超人コンビ。超人オリンピック・ザ・リザレクションの優勝者と準優勝者のコンビであるため、当時考えられる正義超人タッグでは最強と目される。なお、その経緯からチームリーダーはケビンマスクである。
当初万太郎は様々な名前を考えていた（ジ・アルティメット・マッスルズ、ザ・カルビ丼デュオなど）が、どれもケビンに「良いとこ取りだろ」と却下され、結局アシュラマンに即興で名づけられた名前に決められた。究極の超人タッグ編で再結成された時はルビが振られザ・坊ちゃんズとされた。
アニメではオリジナルエピソードの最凶悪行超人軍団との対抗戦において、バロン・マクシミリアンとザ・犀暴愚のコンビとの試合でタッグを結成した。時期的にはザ・坊ちゃんズ結成前であり、タッグ名は付いていなかった。
主要対戦成績
- ○ザ・デモリッションズ（マッスル・グラヴィティ）
- ×世界五大厄（死時計の刻印）
- ○世界五大厄（NIKU⇒LAP）
- ○世界五大厄（マッスル・キングダム）

### B-エボリューションズ
- メンバー - ケビンマスク、スカーフェイス
- コンビ技 - 各種戦術（ストラテジー）

ザ・デモリッションズに対抗するため結成した新世代超人コンビ。別名「d・M・p同期の桜コンビ」。コンビ名の「B」は「血（blood）」の意で自分たちが悪行超人から正義超人へと進化したことに由来し、スカーフェイスが命名した。
主要対戦成績
- ×ザ・デモリッションズ（地獄のコンビネーションΩ）

## 『キン肉マンII世 究極の超人タッグ編』 初登場

### 宇宙超人タッグトーナメント 本戦出場
- 宇宙超人タッグトーナメントに参加したザ・マシンガンズについては、#超人組 / ザ・マシンガンズを参照。
- 宇宙超人タッグトーナメントに参加した2000万パワーズについては、#2000万パワーズを参照。

#### マッスルブラザーズ・ヌーボー
- メンバー - キン肉万太郎、キン肉マングレートIII（カオス・アヴェニール）
- コンビ技 - マッスル・エボルシオン、ビッグフット・エクスプレス、マンカオ落とし、ムーンサルトヘッドプレス、ダブルショルダーバスター、スカル・カンパーナ、幻惑・陽炎飛び、バスターバリエーションPart5、友情のクロスライン[1]、Xクロスライン[1]

万太郎が、超人オタクの青年カオスをパートナーに迎えたコンビで、日本代表を名乗る。人間であるが実力の高いカオスを万太郎がサポートし戦う。2回戦の2000万パワーズ戦でカオスが超人と判明し、マッスル・エボルシオンで勝利する。カオスの出現によりラーメンマンは後のことをカオスに託し、この世から姿を消す。
連載時には「マッスルブラザーズ・ヌーヴォー」と表記されていた。

#### カーペット・ボミングス（絨毯爆撃隊）
- メンバー - オルテガ、モアイドン
- コンビ技 - ブック・シェルフアタック、贖罪の千枚通し、マチュピチュクラッシュ

宇宙超人タッグトーナメント中南米予選では「暴風雨隊（トルメンターズ）」の名で参加し、相手チーム（パインセオマン&ヘヴン・ゴースト）とその師匠オンジーマンを惨殺し超人委員会より大会出場謹慎を出された経歴を持つ悪行超人タッグ。
2回戦でキン肉マンの優しさを突いてザ・マシンガンズを苦しめるも最後はキン肉マンの腕が試合中に完治し、マッスル・ドッキングにより敗北。
タッグタイトル歴
- 超人AAAタッグチャンピオン
- ポリネシアン 超人タッグチャンピオン
- 宇宙超人6人タッグチャンピオン（もうひとりのパートナーはスカイマン）

#### 鬼哭愚連隊（きこくぐれんたい）
- メンバー - 死皇帝、ザ・ガオン
- コンビ技 - 血煙・牙怨竹蜻、超人凌遅刑

中国大陸出身の悪行超人同士のコンビ。
トロフィー球根を不老不死の妙薬と捉え、究極の超人タッグに出場するも1回戦でジ・アドレナリンズのコンビネーションの前に敗北。
タッグタイトル歴
- 亜細亜超人タッグ金剛杯術優勝（'79'83）

#### ジ・アドレナリンズ
- メンバー - テリー・ザ・キッド、ロビンマスク
- コンビ技 - タッグフォーメーションA、アドレナリン・ブリッジ、アドレナリン・バック

万太郎とタッグを組むことを拒んだキッドが事情を知ったロビンマスクと組んだ越境（ボーダレス）タッグ。キッドのネーミングによるコンビ名の由来は、凄い試合が続出し観客が興奮してアドレナリン出まくりになることから。
マスコミには当初「若馬&騎士コンビ」と呼称されていた。
2回戦の対世界五大厄戦において奮闘するも、ライトニングがさらなる実力を発揮し敗北。

#### 地獄のカーペンターズ
- メンバー - デーク・棟梁、ザ・プラモマン
- コンビ技 - 獄門蟇股、対超人魚雷[1]

バイキングの血を引く北欧超人コンビ。
1回戦でマッスルブラザーズ・ヌーボーと対戦し、多彩なコンビネーションを駆使して苦戦させたもののカオスの機転で敗北。
『週刊プレイボーイ』掲載時の名前は殺人カーペンターズ。単行本では該当する台詞が前述の名前に修正されているが、修正されていない台詞もある。準決勝の選手入場ではヘルカーペンターズと呼ばれていた。
タッグタイトル歴
- 北海超人タッグチャンピオン

#### スーパー・トリニティーズ
- メンバー - スカーフェイス、ジェイド
- コンビ技 - レッドレイン・テイル

究極の超人タッグ戦に向けて結成された新世代超人のコンビ。コンビ名の由来は「顔」「技」「力」が備わっていることから。
スカーフェイスのトロフィー球根奪取目的と、歴史改変によるジェイド弱体化のために試合中に不協和音が生じたが、闘いの中で和解する。その後スカーフェイスがジェイドをかばい敗退し、試合中にブロッケンの帰還を習得したジェイドもネプチューンマンに敗れる。

#### チーム・コースマス
- メンバー - スプートニックマン、メテオマン
- コンビ技 - ガラークチカ・タックル、ロシアの鎌（ロシアン・シックル）、シベリアの大嵐（プーリャー）、スペースデブリ[1]

ソビエト出身の超人同士のコンビ。トロフィー球根と西欧諸国の享楽主義を殲滅する目的で究極の超人タッグに出場。
1回戦の対戦相手であるヘルズベアーズを、西側諸国がボイコットしたモスクワオリンピックのマスコットのこぐまのミーシャと重ね奮起する。ヘルズベアーズの2人に翻弄されながらも、ヘルズベアNo.2・ベルモンドの正体を同胞のウォーズマンと見抜くが最終的に敗北する。
読切作品「ウォーズマンビギンズ」では2人ともロボ超人と判明した。
タッグタイトル歴
- 銀河系タッグチャンピオン

#### 世界五大厄（ファイブ・ディザスターズ）
- メンバー - ライトニング、サンダー
- コンビ技 - （新・）死時計の刻印、ディザスタープレス、伝説破壊鐘、正義崩壊の終曲、魔境・時間旅行、雷三角絞め、ハイボルテージ・クラッシュ、アトモスフィア・クラッシュ、シックス・ディザスター、ディザスターズドライバー、巨獣火葬落とし、アップル・タブーツリー、ディザスターズ・コースター、災禍・ギロチンワイヤー、クロック・キャノン、ディザスターメリーゴーランド、トゥエルブ・オクロック・クラッシュ、ツーフォーティーファイブクラッシュ

宇宙超人タッグ・トーナメント終了直後に突如出現し歴史を改変した時間超人のコンビ。「悪衆・時間超人」とも呼ばれる。
大会前に死時計の刻印によってアリサを重体にし、1回戦のリザーブマッチでブロッケンJr.の右腕を切断する。圧倒的な実力でテガタナーズ、2回戦でジ・アドレナリンズ、準決勝で新星（ノヴァ）・ヘル・イクスパンションズを破るが、決勝戦でザ・坊ちゃんズに敗れ、自害した。

#### ヘルズベアーズ
- メンバー - マイケル（マンモスマン）、ベルモンド（ウォーズマン）
- コンビ技 - テディー・クラッシャー、アイスバーグアバランチャー、グレイシャー・アタック、フリージット・バックブリーカー

テディベアの姿（オーバーボディの中に綿を詰めている）をした愛らしい姿で女の子に人気のあるコンビ。試合時以外は風船を持っている。
無邪気で戦いを「遊び」として楽しむが感情が高ぶると筋肉が盛り上がり牙をむき出しにする。それぞれ1回戦でベルモンドの正体が21世紀から密航したウォーズマン、2回戦でマイケルの正体がマンモスマンと判明する。

#### ヘル・イクスパンションズ
- メンバー - ネプチューンマン、セイウチン
- コンビ技 - オプティカルファイバー・クロス・ボンバー、マスク・ジ・エンド、イクスパンション・タービン、フライングセイウチ、ランペイジホイール、ヘジホッグ・ボール

完璧超人再興を目論むネプチューンマンがセイウチンを洗脳しパートナーとして迎え結成されたコンビ。タッグ名の由来はヘル・ミッショネルズがさらに膨張（expansion）したということから。完璧超人界再興のため究極の超人タッグに出場。
二回戦でヘルズベアーズと対決しセイウチンがウォーズマンのパロ・スペシャルにKOされ敗退。その後 マンモスマンがネプチューンマン側に寝返ったことによりセイウチンはウォーズマンをかばい顔を剥がされた。

#### 新星（ノヴァ）・ヘル・イクスパンションズ
- メンバー - ネプチューンマン、マンモスマン
- コンビ技 - オプティカル・ファイバー・クロスボンバー、地獄の氷結落とし

二回戦のヘルズベアーズVSヘル・イクスパンションズでマンモスマンがウォーズマンを裏切ったことによって誕生したコンビ。急造コンビとは思えぬコンビネーションでウォーズマンを破る。
準決勝では完璧超人の理念を破ったネプチューンマンに失望したマンモスマンが試合放棄し、ネプチューンマンが時間超人により倒される。
パートナー変更に批判があったが、前回の優勝者のキン肉マン&テリーマンを引き合いに出されて委員長に許可された。

### 宇宙超人タッグトーナメント バトルロイヤル敗退

#### 火の玉・飛爺隊（ひのたま・ひじいたい）
- メンバー - イリューヒン、バリアフリーマン
- コンビ技 - TOKKO-ATTACK、煩悩払い釣り鐘

究極の超人タッグ戦に向けて結成された新世代超人のコンビ。
バトルロイヤル戦で3代目グレートの資質を信じ、マッスルブラザーズ・ヌーボーをかばう形でヘル・イクスパンションズの「オプティカル・ファイバー・クロスボンバー」を食らい二人とも顔の生皮を剥がされ敗退する。
その後、世界五大厄VSテガタナーズのリザーブマッチで「伝説破壊鐘」に苦しむジェロニモを精神体として励まし鐘の破壊に成功。
『週刊プレイボーイ』連載時当初は「空駆けるオムツ隊」というタッグ名だった（単行本では修正されている）。

#### イリュージョンズ
- メンバー - 字・アルファベット、マスターシャッフル
- コンビ技 - ビッグウェーブアタック

ヨーロッパにて強豪として名高いコンビ。トロフィー球根を狙い究極の超人タッグ戦に出場。
本戦開始前のバトルロイヤル戦で世界五大厄と戦うが、必殺技を破られ2人とも死亡。

#### ジャングルブックス
- メンバー - ゴリマックス、サバンナ

大柄な体格のアニマルコンビ。
バトルロイヤル戦でヘルズベアーズに「テディー・クラッシャー」でKOされて予選脱落。

#### セレブリティーズ
- メンバー - ネオ・ショパン、ローズマン

「宇宙超人タッグ・トーナメント」には北欧遠征中で出場が叶わなかったコンビ。
トロフィー球根を狙い究極の超人タッグに出場。バトルロイヤル戦でザ・マシンガンズに闘いに挑むが「マッスル・ドッキング」でKOされ予選脱落。
雑誌掲載時は「スーパーセレブリティーズ」と表記されていた。

### 宇宙超人タッグトーナメント リザーブマッチ関連

#### ザ・テガタナーズ
- メンバー - ブロッケンJr.、ジェロニモ
- コンビ技 - 友情の涙雨

急遽開催されたリザーブマッチに出場したブロッケンJr.とジェロニモのコンビ。2人が手刀技（ベルリンの赤い雨、トマホークチョップ）を得意としていることから、テリーマンによって名付けられた。
援護という形で、宇宙超人タッグトーナメントの時の負傷でブロッケンJr.は腹に穴が開いている状態、ジェロニモは右腕が完治していない状態で戦う。正義超人としての戦いを見せるがジェロニモはパワーを使い果たして力尽き、ブロッケンJr.は惜敗する。
当初は2人ともマシンガンズのセコンドだったが、ビッグボンバーズの代理という形で参加した。
元々はゲーム『キン肉マン ジェネレーションズ』でのラーメンマンとブロッケンJr.のコンビ名。

### その他

#### セクシーマシーンズ
- メンバー - 1号&2号
- コンビ技 - セクシーダイナマイト・ヒップアタック、セクシーダイナマイト・タックル

万太郎の夢の中で登場した女子超人デュオ。夢の中の凱旋スペシャルマッチでザ・坊ちゃんズと対戦。万太郎はわざと相手の攻撃を受けるが、突然ザ・マシンガンズに変身し痛めつけられるという結果に終わる。

## 『キン肉マンII世』テレビアニメ・映画オリジナル

### ガゼルマン&セイウチン
- メンバー - ガゼルマン、セイウチン
- コンビ技 - ファイナル・トーピドー[40]

劇場版『マッスル人参争奪!超人大戦争』およびアニメ第1期終盤のオリジナルエピソードで登場。アニメ第1期では正義超人軍として、最凶悪行超人軍との3本勝負のタッグマッチ第二試合で戦う。

### エル・カエルーン&ザ・プロテクター
- メンバー - エル・カエルーン、ザ・プロテクター

劇場版『マッスル人参争奪!超人大戦争』で登場。残虐超人軍団として登場し、ガゼルマン、セイウチンのタッグと対戦する。

### テリー・ザ・キッド&ジェイド
- メンバー - テリー・ザ・キッド、ジェイド

アニメ第1期終盤のオリジナルエピソードで登場。正義超人軍として、最凶悪行超人軍との3本勝負のタッグマッチ第一試合で戦う。互いにタッグでの戦いは初であり、序盤は息が合わず苦戦を強いられる。ザ・プロテクターにツープラトンを複数放っているが、技名は付けられていない。

### ダズル&ザ・プロテクター
- メンバー - ダズル、ザ・プロテクター

アニメ第1期終盤のオリジナルエピソードで登場。最凶悪行超人軍1組目のタッグ。テリー・ザ・キッド、ジェイドのタッグと対戦する。技名は付けられていないが、プリプリマンが相手にラリアットを放った直後にカエルーンがパイルドライバーを決める合体攻撃を行っている。

### エル・カエルーン&プリプリマン
- メンバー - エル・カエルーン、プリプリマン

アニメ第1期終盤のオリジナルエピソードで登場。最凶悪行超人軍2組目のタッグ。ガゼルマン、セイウチンのタッグと対戦する。

### バロン・マクシミリアン&ザ・犀暴愚
- メンバー - バロン・マクシミリアン、ザ・犀暴愚

アニメ第1期終盤のオリジナルエピソードで登場。最凶悪行超人軍3組目のタッグ。キン肉万太郎、ケビンマスクのタッグと対戦する。

## 『キン肉マンII世〜オール超人大進撃〜』 初登場

### キン肉万太郎&ガゼルマン
- メンバー - キン肉万太郎、ガゼルマン

2人がかりでガゼルマンを痛めつけるザ・ファックスとペーパーミイラに対抗するため、万太郎が加勢しタッグを結成。

### ザ・ファックス&ペーパーミイラ
- メンバー - ザ・ファックス、ペーパーミイラ

悪行超人タッグ。当初はザ・ファックスとガゼルマンのシングルマッチだったが、ザ・ファックスがペーパーミイラを呼び出したため2人がかりとなる。

## 3人タッグ / 3人組
タッグ戦とならなかった3人組の総称も含める。
『キン肉マン』
『キン肉マン』で登場した3人タッグ。
| タッグ名                          | メンバー                          | メンバー                          | メンバー           | タッグコンビネーション     | 備考                                                       |
| --------------------------------- | --------------------------------- | --------------------------------- | ------------------ | -------------------------- | ---------------------------------------------------------- |
| 正義超人三羽ガラス                | キン肉マン                        | テリーマン                        | ロビンマスク       |                            |                                                            |
| キン肉マンチーム （正式名称不明） | キン肉マン                        | ザ・サムライ （ネプチューンマン） | ロビンマスク       |                            | 巌流島コンビも参照                                         |
| 知性チーム （正式名称不明）       | キン肉マン スーパー・フェニックス | マンモスマン                      | ジ・オメガマン     |                            | ラスト・インテリジェンスも参照                             |
| 知性チーム （正式名称不明）       | キン肉マン スーパー・フェニックス | マンモスマン                      | プリズマン         | 超人デコレーションツリー   |                                                            |
| ザ・ミステリアンズ                | 1号                               | 2号                               | 3号                |                            | [ 注 6 ]                                                   |
| 残虐チーム （正式名称不明）       | キン肉マンソルジャー              | バッファローマン                  | ブロッケンJr.      |                            | 残虐チーム（キン肉マンソルジャー・バッファローマン）も参照 |
| 正義超人チーム （正式名称不明）   | ロビンマスク                      | ウォーズマン                      | ブロッケンJr.      |                            | アニメオリジナル                                           |
| 極悪超人チーム （正式名称不明）   | バラッキー                        | ビッグマグナム                    | ブルドッキー       |                            | アニメオリジナル                                           |
| バミューダIII                     | バミューダIII（A）                | バミューダIII（B）                | バミューダIII（C） | 吸引トリプルブラックホール | 『ディープオブマッスル!!』にも登場                         |
| 大三元                            | 白（ハク）                        | 發（ハツ）                        | 中（チュン）       |                            | 『ディープオブマッスル!!』にも登場                         |

『キン肉マンII世』
『キン肉マンII世』で登場した3人タッグ。
| タッグ名                | メンバー         | メンバー   | メンバー                   | 備考             |
| ----------------------- | ---------------- | ---------- | -------------------------- | ---------------- |
| d.M.p首領               | サンシャイン     | 屍魔王     | 麒麟男                     |                  |
| d.M.p首領               | サンシャイン     | 屍魔王     | ネプチューン・キング       |                  |
| d.M.p 血の気の多い3人組 | ケビンマスク     | MAXマン    | テルテルボーイ             |                  |
| ノーリスペクト          | ボーン・コールド | ハンゾウ   | フォーク・ザ・ジャイアント |                  |
| 正式名称不明            | スカイマン       | モアイドン | オルテガ                   | 絨毯爆撃隊も参照 |

『キン肉マンII世〜オール超人大進撃〜』
『キン肉マンII世〜オール超人大進撃〜』で登場した3人タッグ。
| タッグ名                       | メンバー         | メンバー           | メンバー             | 備考 |
| ------------------------------ | ---------------- | ------------------ | -------------------- | ---- |
| 寝ずの番                       | チェック・メイト | レックス・キング   | 夜叉夢               |      |
| ヘラクレス・ファクトリー二期生 | ジェイド         | バス・ザ・シャワー | キャプテン・マッコウ |      |

## 5人タッグ / 5人組
『キン肉マン』
『キン肉マン』で登場した5人タッグ。タッグ戦とならなかった5人組の総称も含める。なお、劇中、5人でタッグを行ったのはアニメオリジナルの変則タッグのみ。
| タッグ名                        | メンバー                                | メンバー       | メンバー             | メンバー         | メンバー         | 備考             |
| ------------------------------- | --------------------------------------- | -------------- | -------------------- | ---------------- | ---------------- | ---------------- |
| 残虐チーム （超人血盟軍）       | キン肉マンソルジャー （キン肉アタル）   | ザ・ニンジャ   | アシュラマン         | バッファローマン | ブロッケンJr.    |                  |
| 真・残虐チーム                  | キン肉マンソルジャー （ソルジャーマン） | ヘビー・メタル | ザ・ゴッド・シャーク | ウールマン       | ブルドーザーマン |                  |
| 強力チーム                      | キン肉マンビッグボディ                  | ペンチマン     | レオパルドン         | ゴーレムマン     | キャノンボーラー |                  |
| 技巧チーム                      | キン肉マンゼブラ                        | ザ・マンリキ   | モーターマン         | バイクマン       | パルテノン       |                  |
| 知性チーム                      | キン肉マンスーパー・フェニックス        | サタンクロス   | プリズマン           | ジ・オメガマン   | マンモスマン     |                  |
| 飛翔チーム                      | キン肉マンマリポーサ                    | ザ・ホークマン | ミスター・VTR        | ミキサー大帝     | キング・ザ・100t |                  |
| 五大刻                          | ファナティック                          | エクサベーター | パピヨンマン         | ペシミマン       | エンデマン       |                  |
| 極悪超人チーム （正式名称不明） | ジライヤー                              | グドン         | バラッキー           | ビッグマグナム   | ブルドッキー     | アニメオリジナル |

## 原作漫画・アニメ以外

### 番外編オリジナル
読者が選ぶ夢のタッグ（『キン肉マン』）
黄金のマスク編で発表された読者の人気投票によって選ばれたタッグチーム。
| タッグ名               | メンバー         | メンバー      | 備考              |
| ---------------------- | ---------------- | ------------- | ----------------- |
| 悪魔最強最悪コンビ     | アシュラマン     | サンシャイン  | [ 注 4 ]          |
| カンフー師弟コンビ     | ラーメンマン     | ブロッケンJr. | [ 注 8 ]          |
| 2000万パワーズ         | バッファローマン | サンシャイン  | [ 注 2 ] [ 注 9 ] |
| 地獄の伝道師コンビ     | バッファローマン | アシュラマン  | [ 注 10 ]         |
| 試合巧者コンビ         | ロビンマスク     | ラーメンマン  | [ 注 11 ]         |
| 昔とったきねづかコンビ | キン肉真弓       | 委員長        |                   |

組むわけはないが組んだらすごい夢のタッグ
キン肉星王位争奪編で発表されたタッグチーム。
| タッグ名             | メンバー         | メンバー                         | 備考      |
| -------------------- | ---------------- | -------------------------------- | --------- |
| 巨大建造物コンビ     | サンシャイン     | パルテノン                       |           |
| エレクトロマシーンズ | バイクマン       | ミスター・VTR                    |           |
| イギリス最強コンビ   | ネプチューンマン | ロビンマスク                     | [ 注 12 ] |
| 悪魔師弟コンビ       | アシュラマン     | サタンクロス                     | [ 注 13 ] |
| リアル・マスクマンズ | キン肉マン       | キン肉マンスーパー・フェニックス |           |
| 野獣∞パワーズ        | バッファローマン | マンモスマン                     | [ 注 14 ] |

読者が選ぶ夢のタッグ（『キン肉マンII世』）
究極の超人タッグ編で発表された読者の人気投票によって選ばれたタッグチーム。
| タッグ名                                | メンバー                         | メンバー                       | 備考      |
| --------------------------------------- | -------------------------------- | ------------------------------ | --------- |
| 漆黒の師弟コンビ                        | ウォーズマン                     | ケビンマスク                   | [ 注 15 ] |
| センチュリー・マシンガンズ              | キン肉万太郎                     | テリー・ザ・キッド             | [ 注 16 ] |
| 問答無用の兄弟タッグ                    | キン肉マン                       | キン肉マンソルジャー（アタル） | [ 注 17 ] |
| 最強のベビーフェイス&最凶のヒールコンビ | ジェイド                         | スカーフェイス                 | [ 注 18 ] |
| d.M.p同期の桜コンビ                     | ケビンマスク                     | スカーフェイス                 | [ 注 19 ] |
| アニマルネーチャーコンビ                | バッファローマン                 | マンモスマン                   | [ 注 14 ] |
| ザ・ジョンブルズ                        | ロビンマスク                     | ネプチューンマン               | [ 注 12 ] |
| レッドシャワーズ                        | ジェイド                         | ブロッケンJr.                  | [ 注 20 ] |
| 氷の呉越同舟コンビ                      | ボーン・コールド                 | ジ・オメガマン                 |           |
| 神と悪魔の禁断の結束コンビ              | キン肉マンスーパー・フェニックス | 悪魔将軍                       |           |
| 地獄の学舎コンビ                        | アシュラマン                     | サタンクロス                   | [ 注 13 ] |

『キン肉マンII世』（集英社文庫〈コミック版〉）
文庫版『キン肉マンII世』の巻末特集で紹介された忍者集団。
| タッグ名         | メンバー     | メンバー | メンバー     | メンバー | 備考 |
| ---------------- | ------------ | -------- | ------------ | -------- | ---- |
| 四ノ飛（しのび） | サタンクロス | ハンゾウ | ザ・ニンジャ | コクモ   |      |

『キン肉マンレディー』
小川雅史の漫画『キン肉マンレディー』に登場したタッグ。
| タッグ名               | メンバー                             | メンバー                 | 備考 |
| ---------------------- | ------------------------------------ | ------------------------ | ---- |
| ザ・マシンガンギャルズ | キン肉マンレディー                   | テリーマンガール         |      |
| エンプレスズ           | ジャンヌ・ダーク・スティッキィボード | ビューティフル・ローデス |      |
| 宇宙一凶悪ペア         | ザ・骸骨ボーズ                       | 悪魔・マジシャーン       |      |
| 凸凹                   | イワオ                               | ブラックシャドゥー       |      |
| フィッシャーちゃんズ   | フィッシャーちゃんズ1号              | フィッシャーちゃんズ2号  |      |

『THE超人様』
石原まこちんのスピンオフ漫画『THE超人様』に登場したタッグ。
| タッグ名                       | メンバー           | メンバー           | メンバー     | 備考 |
| ------------------------------ | ------------------ | ------------------ | ------------ | ---- |
| 咬ませ三銃士                   | カナディアンマン   | スペシャルマン     | プリプリマン |      |
| Ex.アンダードッグス（負け犬）  | カナディアンマン   | ジェロニモ         |              |      |
| 愛国ボンバーズ                 | カナディアンマン   | ミスターアメリカン |              |      |
| 実は怪力ーズ                   | カナディアンマン   | タイルマン         |              |      |
| P&B（プリプリマン&ベンキマン） | プリプリマン       | ベンキマン         |              |      |
| ザ・ミステリーズ               | アモイマン         | 土偶マン           |              |      |
| おゆうぎ〜ズ                   | スクリュー・キッド | ケンダマン         |              |      |

『ディープオブマッスル!! キン肉マン リアルノベルズ』
小説『ディープオブマッスル!!』に登場したオリジナルタッグ。名称のみオリジナルというケース（原作ではタッグを組んでいるものの名称が不明など）も含める。
| タッグ名                 | メンバー   | メンバー     | 備考 |
| ------------------------ | ---------- | ------------ | ---- |
| 不明                     | スカイマン | カレクック   |      |
| チーム・キラーモータース | バイクマン | モーターマン |      |

『キン肉マン超人大全』
『キン肉マン超人大全』に記載されている夢のタッグ。タッグ名は記載されていない。
| メンバー                              | メンバー                    | 備考      |
| ------------------------------------- | --------------------------- | --------- |
| キン肉マンソルジャー （キン肉アタル） | キン肉マン （キン肉スグル） | [ 注 17 ] |
| ロビンマスク                          | テリーマン                  |           |
| ラーメンマン                          | ウォーズマン                |           |
| ネプチューンマン                      | バッファローマン            |           |

『キン肉マンII世 超人大全』
『キン肉マンII世 超人大全』に記載されている夢のタッグ。
| タッグ名                 | メンバー           | メンバー           | 備考 |
| ------------------------ | ------------------ | ------------------ | ---- |
| マッスルファミリー       | キン肉スグル       | キン肉万太郎       |      |
| インカの花道             | ベンキマン         | ウォッシュ・アス   |      |
| ゴー・フォー・ブロックス | テリーマン         | テリー・ザ・キッド |      |
| ホネホネロックス         | キン骨マン         | ボーン・コールド   |      |
| ゲルマン・スピリッツ     | ジェイド           | ブロッケンJr.      |      |
| SHI・NO・BI              | ハンゾウ           | ザ・ニンジャ       |      |
| ロビン・ダイナスティ     | ケビンマスク       | ロビンマスク       |      |
| ネオナイトメア           | チェック・メイト   | サンシャイン       |      |
| 超人委員会親子タッグ     | イケメン・マッスル | ハラボテ・マッスル |      |
| インド風タッグ           | カレクック         | サムゥ             |      |
| カニ超人タッグ           | THE・リガニー      | カニベース         |      |

### ゲームオリジナル
『キン肉マンII世 ドリームタッグマッチ』
攻略本『キン肉マンII世 ドリームタッグマッチ ヘラクレス・ファクトリー印超人格闘術教本』の特集「VJ特選!夢のタッグ大分析!!」にて紹介されたタッグ。
| タッグ名                           | メンバー      | メンバー           | 備考      |
| ---------------------------------- | ------------- | ------------------ | --------- |
| 超人血盟軍（ソルジャー隊長親衛隊） | ブロッケンJr. | バッファローマン   |           |
| ドイツ師弟コンビ                   | ブロッケンJr. | ジェイド           |           |
| ロビン・ダイナスティ               | ロビンマスク  | ケビンマスク       |           |
| ザ・マシンガンズJr.                | キン肉万太郎  | テリー・ザ・キッド |           |
| d.M.p同期コンビ                    | ケビンマスク  | スカーフェイス     | [ 注 21 ] |

『キン肉マンII世 新世代超人VS伝説超人』
キン肉マン ジェネレーションズシリーズ第1作『キン肉マンII世 新世代超人VS伝説超人』に登場したオリジナルタッグ。本作では同じキャラクター同士でタッグを組むことが可能。
下のタッグと原作のタッグ以外の超人の組み合わせは以下の通り。
- レジェンズ 伝説超人&伝説超人
- ニュージェネレーションズ 新世代超人&新世代超人
- オーバージェネレーションズ 伝説超人&新世代超人
- ネクストジェネレーションズ エディット超人&エディット超人
- クロスジェネレーションズ エディット超人&新世代超人
- 究極超人コンビ エディット超人&伝説超人

| タッグ名                     | メンバー           | メンバー           | タッグコンビネーション                 | 備考      |
| ---------------------------- | ------------------ | ------------------ | -------------------------------------- | --------- |
| team-AHO                     | キン肉万太郎       | キン肉万太郎       | マッスル・ドッキング                   |           |
| team-AHO                     | キン肉万太郎       | セイウチン         | マッスル・ドッキング                   |           |
| team-AHO                     | キン肉万太郎       | ガゼルマン         | マッスル・ドッキング                   |           |
| team-AHO                     | テリー・ザ・キッド | テリー・ザ・キッド | テキサス・エルドラド                   |           |
| team-AHO                     | テリー・ザ・キッド | セイウチン         | クロス・ボンバー                       |           |
| team-AHO                     | テリー・ザ・キッド | ガゼルマン         | ダブルジャーマンスープレックスホールド |           |
| team-AHO                     | セイウチン         | セイウチン         | クロス・ボンバー                       |           |
| team-AHO                     | セイウチン         | ガゼルマン         | ダブルジャーマンスープレックスホールド |           |
| team-AHO                     | ガゼルマン         | ガゼルマン         | ダブルジャーマンスープレックスホールド |           |
| ジェネレーションEx           | ジェイド           | ジェイド           | ベルリンの赤い豪雨                     |           |
| ジェネレーションEx           | ジェイド           | スカーフェイス     | バスターバリエーションPART6            | [ 注 18 ] |
| ナイトメアズ                 | チェック・メイト   | チェック・メイト   | 地獄のコンビネーション                 |           |
| ノーリスペクツ               | ハンゾウ           | ハンゾウ           | 磁気嵐クラッシュ                       |           |
| ノーリスペクツ               | ハンゾウ           | ボーン・コールド   | クロス・ボンバー                       |           |
| 超人血盟軍                   | バッファローマン   | バッファローマン   | ロングホーン・トレイン                 |           |
| 超人血盟軍                   | バッファローマン   | ブロッケンJr.      | ロングホーン・トレイン                 |           |
| 超人血盟軍                   | バッファローマン   | ザ・ニンジャ       | ロングホーン・トレイン                 |           |
| 超人血盟軍                   | ブロッケンJr.      | ザ・ニンジャ       | 磁気嵐クラッシュ                       |           |
| ジ・オールドファッションド   | ラーメンマン       | ロビンマスク       | クロス・ボンバー                       | [ 注 11 ] |
| ザ・テガタナーズ             | ラーメンマン       | ブロッケンJr.      | ダブルジャーマンスープレックスホールド | [ 注 8 ]  |
| 真・2000万パワーズ           | バッファローマン   | サンシャイン       | ロングホーン・トレイン                 | [ 注 9 ]  |
| M&Kマシンガンズ              | キン肉万太郎       | テリー・ザ・キッド | M&Kコネクション                        |           |
| デンジャラス・バスターズ     | キン肉万太郎       | スカーフェイス     | マッスル・ドッキング                   |           |
| チーム親子丼                 | キン肉万太郎       | キン肉スグル       | マッスル・コラボレーション             |           |
| カップラーメンズ             | キン肉万太郎       | ラーメンマン       | マッスル・ドッキング                   |           |
| ザ・グレートテキサンズ       | テリー・ザ・キッド | テリーマン         | テキサス・エルドラド                   |           |
| ザ・グレートテキサンズ       | テリーマン         | テリーマン         | テキサス・エルドラド                   |           |
| はぐれd.M.pコンビ            | ケビンマスク       | ケビンマスク       | テムズの激流                           |           |
| はぐれd.M.pコンビ            | ケビンマスク       | チェック・メイト   | M&Kコネクション                        |           |
| はぐれd.M.pコンビ            | ケビンマスク       | スカーフェイス     | バスターバリエーションPART6            |           |
| はぐれd.M.pコンビ            | チェック・メイト   | スカーフェイス     | バスターバリエーションPART6            |           |
| ダイナスティーズ             | ケビンマスク       | ロビンマスク       | テムズの激流                           |           |
| ダイナスティーズ             | ロビンマスク       | ロビンマスク       | テムズの激流                           |           |
| レッドレインズ               | ジェイド           | ブロッケンJr.      | ベルリンの赤い豪雨                     | [ 注 20 ] |
| レッドレインズ               | ブロッケンJr.      | ブロッケンJr.      | ベルリンの赤い豪雨                     |           |
| ニューナイトメアズ           | チェック・メイト   | サンシャイン       | 地獄のコンビネーション                 |           |
| 超人忍びの衆                 | ハンゾウ           | ザ・ニンジャ       | ダブルジャーマンスープレックスホールド |           |
| 超人忍びの衆                 | ザ・ニンジャ       | ザ・ニンジャ       | クロス・ボンバー                       |           |
| ナチュラルボーン・キラーズ   | ボーン・コールド   | キン骨マン         | シューティング・ラッキーストライク     |           |
| ナチュラルボーン・キラーズ   | キン骨マン         | キン骨マン         | ダブルジャーマンスープレックスホールド |           |
| 骨肉の争いコンビ             | キン肉スグル       | キン骨マン         | マッスル・ドッキング                   |           |
| 悪魔騎士デュオ               | サンシャイン       | ザ・ニンジャ       | 地獄のコンビネーション                 |           |
| オリエンタル・メソッド       | キン肉万太郎       | ザ・ニンジャ       | マッスル・ドッキング                   |           |
| クローハンズ                 | ガゼルマン         | ウォーズマン       | クロス・ボンバー                       |           |
| ザ・パルバライザーズ         | ケビンマスク       | ウォーズマン       | タワー・オブ・バベル                   | [ 注 15 ] |
| ボルテージ・スクワッド       | スカーフェイス     | バッファローマン   | ロングホーン・トレイン                 |           |
| ザンギャク・コーポレーション | ラーメンマン       | ウォーズマン       | レインボー・ブリッジ・スープレックス   |           |
| スーパー・ノーヴァーズ       | キン肉万太郎       | ジェイド           | マッスル・ドッキング                   |           |
| 牛&肉ハリケーンズ            | キン肉万太郎       | バッファローマン   | ロングホーン・トレイン                 |           |
| ビッグ・サプライズ           | キン肉万太郎       | ロビンマスク       | マッスル・ドッキング                   |           |
| スーパー・ノーヴァーズ       | テリー・ザ・キッド | ジェイド           | M&Kコネクション                        |           |
| グラジェーターズ             | テリー・ザ・キッド | ラーメンマン       | クロス・ボンバー                       |           |
| 荒うぶる魂コンビ             | テリー・ザ・キッド | バッファローマン   | ロングホーン・トレイン                 |           |
| ザ・ハーキュリーズ           | テリー・ザ・キッド | ロビンマスク       | ダブルジャーマンスープレックスホールド | [ 注 22 ] |
| イノセントボーイズ           | セイウチン         | ジェイド           | M&Kコネクション                        |           |
| 超人マットの魔術師コンビ     | セイウチン         | ラーメンマン       | ダブルジャーマンスープレックスホールド |           |
| 新・旧怪力自慢コンビ         | セイウチン         | バッファローマン   | ロングホーン・トレイン                 |           |
| レイン・スカイズ             | セイウチン         | ロビンマスク       | レインボー・ブリッジ・スープレックス   |           |
| ザ・フューチャーズ           | ガゼルマン         | ジェイド           | M&Kコネクション                        |           |
| 情熱大陸コンビ               | ガゼルマン         | ラーメンマン       | ダブルジャーマンスープレックスホールド |           |
| ジ・アニマルワンズ           | ガゼルマン         | バッファローマン   | ロングホーン・トレイン                 |           |
| ハンサムタワーズ             | ガゼルマン         | ロビンマスク       | レインボー・ブリッジ・スープレックス   |           |
| 中・独求道者コンビ           | ジェイド           | ラーメンマン       | ダブルジャーマンスープレックスホールド |           |
| デンジャラス・トルーパーズ   | ジェイド           | バッファローマン   | ロングホーン・トレイン                 |           |
| ハーキュリーズ               | ジェイド           | ロビンマスク       | レインボー・ブリッジ・スープレックス   |           |

『キン肉マン ジェネレーションズ』、『キン肉マン マッスルジェネレーションズ』
キン肉マン ジェネレーションズシリーズ第2作『キン肉マン ジェネレーションズ』および第3作『キン肉マン マッスルジェネレーションズ』に登場したオリジナルタッグ。
下のタッグと原作のタッグ以外の超人の組み合わせは以下の通り。
- レジェンズ 伝説超人&伝説超人
- ニュージェネレーションズ 新世代超人&新世代超人
- オーバージェネレーションズ 伝説超人&新世代超人

| タッグ名                     | メンバー                                                                    | メンバー                                                                    | タッグコンビネーション                 | 備考                |
| ---------------------------- | --------------------------------------------------------------------------- | --------------------------------------------------------------------------- | -------------------------------------- | ------------------- |
| 正義超人タッグ               | キン肉スグル                                                                | モンゴルマン                                                                | ダブルジャーマンスープレックスホールド | [ 注 23 ]           |
| 日本コンビ                   | キン肉スグル                                                                | ウルフマン                                                                  | ダブルジャーマンスープレックスホールド |                     |
| 骨肉の争いコンビ             | キン肉スグル                                                                | キン骨マン                                                                  | 二人囃子延髄                           |                     |
| チーム親子丼                 | キン肉スグル                                                                | キン肉万太郎                                                                | マッスルコラボレーション               |                     |
| チーム親子丼                 | キン肉スグル                                                                | キン肉真弓                                                                  | ダブルジャーマンスープレックスホールド |                     |
| ブラザー・フッド             | キン肉スグル                                                                | キン肉マンソルジャー                                                        | ダブルジャーマンスープレックスホールド | [ 注 17 ]           |
| マッスル・グレーツ           | 初代キン肉マングレート （プリンス・カメハメ）                               | 二代目キン肉マングレート （テリーマン）                                     | ダブルジャーマンスープレックスホールド | [ 注 24 ]           |
| マッスル・グレーツ           | プリンス・カメハメ                                                          | 初代キン肉マングレート                                                      | ダブルジャーマンスープレックスホールド | [ 注 25 ]           |
| ザ・グレートテキサンズ       | テリーマン （二代目キン肉マングレート）                                     | テリーマン （二代目キン肉マングレート）                                     | テキサスエルドラド                     | [ 注 24 ] [ 注 25 ] |
| ザ・グレートテキサンズ       | テリーマン （二代目キン肉マングレート）                                     | テリー・ザ・キッド                                                          | テキサスエルドラド                     |                     |
| ダイナスティーズ             | ロビンマスク （バラクーダ）                                                 | ロビンマスク （バラクーダ）                                                 | テムズの激流                           | [ 注 25 ]           |
| ダイナスティーズ             | ロビンマスク （バラクーダ）                                                 | ケビンマスク                                                                | テムズの激流                           |                     |
| ジ・オールドファッションド   | ロビンマスク （バラクーダ）                                                 | ラーメンマン （モンゴルマン）                                               | ダブルジャーマンスープレックスホールド | [ 注 11 ]           |
| ユニオン・ジャックス         | ロビンマスク （バラクーダ）                                                 | ネプチューンマン                                                            | 二人囃子延髄                           | [ 注 12 ]           |
| ビッグ・サプライズ           | ロビンマスク （バラクーダ）                                                 | キン肉万太郎                                                                |                                        |                     |
| ザ・ハーキュリーズ           | ロビンマスク （バラクーダ）                                                 | テリー・ザ・キッド                                                          |                                        | [ 注 22 ]           |
| レイン・スカイズ             | ロビンマスク （バラクーダ）                                                 | セイウチン                                                                  |                                        |                     |
| ハンサムタワーズ             | ロビンマスク （バラクーダ）                                                 | ガゼルマン                                                                  | ダブルジャーマンスープレックスホールド |                     |
| ライトニングス               | ロビンマスク （バラクーダ）                                                 | ジェイド                                                                    |                                        |                     |
| ザンギャク・コーポレーション | ウォーズマン （クロエ）                                                     | ラーメンマン （モンゴルマン）                                               | ダブルジャーマンスープレックスホールド |                     |
| クローハンズ                 | ウォーズマン （クロエ）                                                     | ガゼルマン                                                                  | ダブルジャーマンスープレックスホールド |                     |
| ザ・パルパライザーズ         | ウォーズマン （クロエ）                                                     | ケビンマスク                                                                | タワー・オブ・バベル                   | [ 注 15 ]           |
| ザ・テガタナーズ             | ラーメンマン （モンゴルマン）                                               | ブロッケンJr.                                                               | ダブルジャーマンスープレックスホールド | [ 注 8 ]            |
| カップラーメンズ             | ラーメンマン （モンゴルマン）                                               | キン肉万太郎                                                                | ダブルジャーマンスープレックスホールド |                     |
| グラジェーターズ             | ラーメンマン （モンゴルマン）                                               | テリー・ザ・キッド                                                          |                                        |                     |
| 超人マットの魔術師コンビ     | ラーメンマン （モンゴルマン）                                               | セイウチン                                                                  | ダブルジャーマンスープレックスホールド |                     |
| 情熱大陸コンビ               | ラーメンマン （モンゴルマン）                                               | ガゼルマン                                                                  | ダブルジャーマンスープレックスホールド |                     |
| 中・独求道者コンビ           | ラーメンマン （モンゴルマン）                                               | ジェイド                                                                    | ダブルジャーマンスープレックスホールド |                     |
| 真・2000万パワーズ           | バッファローマン                                                            | サンシャイン                                                                | 二人囃子延髄                           | [ 注 9 ]            |
| 極・2000万パワーズ           | バッファローマン                                                            | サンシャイン                                                                | 二人囃子延髄                           | [ 注 9 ] [ 注 26 ]  |
| ブラックプレシャス           | バッファローマン                                                            | ブラックホール                                                              | 二人囃子延髄                           |                     |
| 牛&肉ハリケーンズ            | バッファローマン                                                            | キン肉万太郎                                                                | バスターバリエーションPART6            |                     |
| 荒ぶる魂コンビ               | バッファローマン                                                            | テリー・ザ・キッド                                                          |                                        |                     |
| 新・旧怪力自慢コンビ         | バッファローマン                                                            | セイウチン                                                                  | 二人囃子延髄                           |                     |
| ジ・アニマルワンズ           | バッファローマン                                                            | ガゼルマン                                                                  | 二人囃子延髄                           |                     |
| デンジャラス・トルーパーズ   | バッファローマン                                                            | ジェイド                                                                    |                                        |                     |
| ボルテージ・スクワッド       | バッファローマン                                                            | スカーフェイス                                                              | バスターバリエーションPART6            |                     |
| 超人血盟軍                   | バッファローマン                                                            | ブロッケンJr.                                                               | スカル・キャスタネッツ                 |                     |
| 超人血盟軍                   | バッファローマン                                                            | ザ・ニンジャ                                                                | スカル・キャスタネッツ                 |                     |
| 超人血盟軍                   | バッファローマン                                                            | アシュラマン                                                                | スカル・キャスタネッツ                 | [ 注 10 ]           |
| ギロチンハリケーンズ         | バッファローマン                                                            | 悪魔将軍                                                                    | 悪魔の本質                             | [ 注 27 ]           |
| アタック電撃隊               | バッファローマン                                                            | キン肉マンソルジャー                                                        |                                        | [ 注 28 ]           |
| ザ・グラディエーターズ       | バッファローマン                                                            | キン肉マンソルジャー                                                        |                                        | [ 注 28 ]           |
| レッドレインズ               | ブロッケンJr.                                                               | ジェイド                                                                    | ベルリンの赤い豪雨                     | [ 注 20 ]           |
| ザ・コマンドーズ             | ブロッケンJr.                                                               | キン肉マンソルジャー                                                        |                                        |                     |
| 悪魔学舎コンビ               | ブラックホール                                                              | アシュラマン                                                                | 二人囃子延髄                           |                     |
| 悪魔学舎コンビ               | ブラックホール                                                              | サンシャイン                                                                | 二人囃子延髄                           |                     |
| 悪魔学舎コンビ               | ブラックホール                                                              | ザ・ニンジャ                                                                | 二人囃子延髄                           |                     |
| 悪魔騎士デュオ               | サンシャイン                                                                | ザ・ニンジャ                                                                | 二人囃子延髄                           |                     |
| ニューナイトメアズ           | サンシャイン                                                                | チェック・メイト                                                            | 二人囃子延髄                           |                     |
| 悪魔大帝コンビ               | アシュラマン                                                                | 悪魔将軍                                                                    | 悪魔の本質                             |                     |
| ソルジャーチーム             | アシュラマン                                                                | キン肉マンソルジャー                                                        |                                        |                     |
| マーヴェラス・ジェネラルズ   | 悪魔将軍                                                                    | ネプチューン・キング                                                        | 悪魔の本質                             |                     |
| ジェネラル・イクスパンション | 悪魔将軍                                                                    | ゴールドマン                                                                | 悪魔の本質                             | [ 注 25 ]           |
| 悪魔主従コンビ               | 悪魔将軍 （ゴールドマン）                                                   | サンシャイン                                                                | 悪魔の本質                             |                     |
| 悪魔主従コンビ               | 悪魔将軍 （ゴールドマン）                                                   | ブラックホール                                                              | 悪魔の本質                             |                     |
| 悪魔主従コンビ               | 悪魔将軍 （ゴールドマン）                                                   | ザ・ニンジャ                                                                | 悪魔の本質                             |                     |
| 悪魔主従コンビ               | 悪魔将軍 （ゴールドマン）                                                   | バッファローマン                                                            | 悪魔の本質                             | [ 注 27 ]           |
| 悪魔主従コンビ               | ゴールドマン                                                                | バッファローマン                                                            | 悪魔の本質                             | [ 注 27 ]           |
| 悪魔主従コンビ               | ゴールドマン                                                                | アシュラマン                                                                | 悪魔の本質                             |                     |
| 25年ぶりのチーム親子丼       | キン肉真弓                                                                  | キン肉マンソルジャー                                                        | ダブルジャーマンスープレックスホールド |                     |
| 縁の下の力持ちコンビ         | 委員長                                                                      | カナディアンマン                                                            | ダブルジャーマンスープレックスホールド |                     |
| 縁の下の力持ちコンビ         | 委員長                                                                      | スペシャルマン                                                              | ダブルジャーマンスープレックスホールド |                     |
| オリエンタル・メソッド       | ザ・ニンジャ                                                                | キン肉万太郎                                                                | 二人囃子延髄                           |                     |
| 超人忍びの衆                 | ザ・ニンジャ                                                                | ハンゾウ                                                                    | 二人囃子延髄                           |                     |
| コンバット・ニンジャズ       | ザ・ニンジャ                                                                | キン肉マンソルジャー                                                        | 二人囃子延髄                           |                     |
| ナチュラルボーン・キラーズ   | キン骨マン                                                                  | ボーン・コールド                                                            | シューティングラッキーストライク       |                     |
| ブラッド・タイアップ         | ネプチューンマン                                                            | スクリュー・キッド                                                          |                                        |                     |
| バッド・タイアップ           | ネプチューンマン                                                            | ケンダマン                                                                  |                                        |                     |
| ブラッド・アソシエーション   | ビッグ・ザ・武道                                                            | スクリュー・キッド                                                          |                                        |                     |
| バッド・アソシエーション     | ビッグ・ザ・武道                                                            | ケンダマン                                                                  |                                        |                     |
| ブラッド・アグリーメント     | ネプチューン・キング                                                        | スクリュー・キッド                                                          |                                        |                     |
| バッド・アグリーメント       | ネプチューン・キング                                                        | ケンダマン                                                                  |                                        |                     |
| M&Kマシンガンズ              | キン肉万太郎                                                                | テリー・ザ・キッド                                                          | M&Kコネクション                        | [ 注 16 ]           |
| スーパー・ノーヴァーズ       | キン肉万太郎                                                                | ジェイド                                                                    | ダブルジャーマンスープレックスホールド |                     |
| デンジャラス・バスターズ     | キン肉万太郎                                                                | スカーフェイス                                                              | バスターバリエーションPART6            |                     |
| 業火のKKDコンビ              | キン肉万太郎                                                                | キン肉マンソルジャー                                                        |                                        |                     |
| team-AHO                     | キン肉万太郎                                                                | キン肉万太郎                                                                | バスターバリエーションPART6            | [ 注 25 ] [ 注 29 ] |
| team-AHO                     | - キン肉万太郎 - テリー・ザ・キッド - セイウチン - ガゼルマン から任意の2体 | - キン肉万太郎 - テリー・ザ・キッド - セイウチン - ガゼルマン から任意の2体 | ダブルジャーマンスープレックスホールド |                     |
| ビューティー・ブロンドス     | テリー・ザ・キッド                                                          | ジェイド                                                                    | ダブルジャーマンスープレックスホールド |                     |
| イノセントボーイズ           | セイウチン                                                                  | ジェイド                                                                    |                                        |                     |
| ザ・フューチャーズ           | ガゼルマン                                                                  | ジェイド                                                                    |                                        |                     |
| ジェネレーションEx           | ジェイド                                                                    | スカーフェイス                                                              | 二人囃子延髄                           | [ 注 18 ]           |
| はぐれd.M.pコンビ            | ヒカルド                                                                    | ヒカルド                                                                    | 二人囃子延髄                           | [ 注 25 ] [ 注 31 ] |
| はぐれd.M.pコンビ            | - ケビンマスク - スカーフェイス - ヒカルド - チェック・メイト から任意の2体 |                                                                             | 二人囃子延髄                           |                     |
| ノーリスペクツ               | ハンゾウ                                                                    | ボーン・コールド                                                            | 二人囃子延髄                           |                     |
| ノーリスペクツ               | ネプチューン・キング                                                        | ゴールドマン                                                                | 悪魔の本質                             |                     |
| 殺人遊戯コンビ               | スクリュー・キッド                                                          | ケンダマン                                                                  | 地獄のネジ回し                         | [ 注 33 ]           |

『キン肉マンII世 超人聖戦史』
『キン肉マンII世 超人聖戦史』に登場したオリジナルタッグ。
| タッグ名             | メンバー   | メンバー   | 備考 |
| -------------------- | ---------- | ---------- | ---- |
| アルティメットコンビ | ザ・マスク | 任意の超人 |      |
| 乱入者コンビ         | ザ・マスク | 任意の超人 |      |

『ぱちんこキン肉マン 夢の超人タッグ編』
『ぱちんこキン肉マン 夢の超人タッグ編』に登場したオリジナルタッグ。名称のみオリジナルというケース（原作ではタッグを組んでいるものの名称が不明など）も含める。
| タッグ名                 | メンバー                          | メンバー             | タッグ必殺技           | 備考                |
| ------------------------ | --------------------------------- | -------------------- | ---------------------- | ------------------- |
| 漆黒の武士道コンビ       | ザ・ニンジャ                      | ザ・魔雲天           | 活火山ドロップ         |                     |
| ヘル・レプテリアンズ     | スニゲーター                      | アトランティス       | ウォーターバスケット   |                     |
| エア・デビルズ           | プラネットマン                    | スプリングマン       | ギャラクシーバズーカ   |                     |
| 血殺カリスマティック     | ジャンクマン                      | ミスター・カーメン   | パッケージ&ジャンク    |                     |
| 殺人家電コンビ           | ステカセキング                    | ウォッチマン         | 眠りの交響曲           |                     |
| ザ・ビッグパズルズ       | キューブマン                      | チエの輪マン         | なし                   | [ 注 34 ]           |
| 謎の二人組               | 謎超人A                           | 謎超人B              | ダブルブレーンバスター |                     |
| 真・謎の二人組           | 真・謎超人A                       | 真・謎超人B          | ダブルブレーンバスター |                     |
| 残虐怪獣コンビ           | 猛虎星人                          | アブドーラ           | -                      | [ 注 1 ] [ 注 35 ]  |
| ノー・バトルロイヤル     | キンターマン                      | 銅ベルマン           | -                      | [ 注 35 ]           |
| インド洋アライアンス     | カレクック                        | ティーパックマン     | -                      | [ 注 35 ]           |
| ホット・ケバブス         | ホルモン・ヤーキ                  | シシカバ・ブー       | -                      | [ 注 35 ]           |
| ノブシーズ               | 宇宙野武士                        | 宇宙野武士のボス     | -                      | [ 注 35 ]           |
| 高速武器庫コンビ         | オイルマン                        | タイルマン           | -                      | [ 注 34 ] [ 注 35 ] |
| ザ・ダーティコイル       | キングコブラ                      | ベンキマン           | -                      | [ 注 35 ]           |
| 幻の悪魔超人コンビ       | プリプリマン                      | ミスター・アメリカン | -                      | [ 注 35 ]           |
| ReMIX                    | ミスター・VTR                     | ミキサー大帝         | -                      | [ 注 35 ]           |
| ザ・ビッグツール         | ペンチマン                        | ザ・マンリキ         | -                      | [ 注 35 ]           |
| チーム・キラーモータース | バイクマン                        | モーターマン         | -                      | [ 注 35 ]           |
| 瞬殺の強力コンビ         | レオパルドン                      | キャノン・ボーラー   | -                      | [ 注 35 ]           |
| ラスト・インテリジェンス | キン肉マン スーパー・フェニックス | ジ・オメガマン       | -                      | [ 注 5 ] [ 注 35 ]  |

『キン肉マン 超人タッグファイト』
ケータイゲーム『キン肉マン 超人タッグファイト』オリジナルタッグ。タッグ名は不明。ストーリー上のボスのみ記載する（使用者が選んだタッグやランダムで登場するザコを記載するとキリがないため）。
| メンバー         | メンバー           | タッグ必殺技     | 備考 |
| ---------------- | ------------------ | ---------------- | ---- |
| アトランティス   | ステカセキング     | ヘブンインパクト |      |
| ビッグ・ザ・武道 | スクリュー・キッド | クロスボンバー   |      |

『キン肉マン マッスルショット』
スマートフォンゲーム『キン肉マン マッスルショット』に登場したオリジナルタッグ。タッグ名は呼び名が存在するもののみ記載。
| タッグ名                 | メンバー                         | メンバー               | タッグ技                                                                           | 備考 |
| ------------------------ | -------------------------------- | ---------------------- | ---------------------------------------------------------------------------------- | ---- |
|                          | キン肉マン                       | ビビンバ               | マッスルバンドローリング                                                           |      |
|                          | キン肉マン                       | ウォーズマン           | パロ・スペシャル・ドッキング                                                       |      |
|                          | キン肉マン                       | ゴールドマン           | よみがえれ！永遠のパワー                                                           |      |
| リアルマッスルブラザーズ | キン肉マン                       | キン肉マンソルジャー   | マッスルブラザーズドッキング ブラザーズバズーカ マッスルブラザーズコンビネーション |      |
| 未来を背負う両雄         | キン肉マン                       | ネメシス               | マッスル・ユナイテッド                                                             |      |
| 宇宙最強の親子タッグ     | キン肉マン                       | キン肉万太郎           | マッスル・ドッキング                                                               |      |
|                          | テリーマン                       | ジャスティスマン       | ジャッジメント・ブランディング                                                     |      |
| 二代制覇の親子タッグ     | ロビンマスク                     | ケビンマスク           | バスキュールダブルタワーブリッジ                                                   |      |
|                          | ラーメンマン                     | ネメシス               | 九籠城沈艦地                                                                       |      |
|                          | ブロッケンJr.                    | ザ・ニンジャ           | レッドレインヘル                                                                   |      |
|                          | プラネットマン                   | メテオマン             | アトミック流星群                                                                   |      |
|                          | 悪魔将軍                         | ザ・マン               | 師弟の断兜台                                                                       |      |
|                          | ゴールドマン                     | シルバーマン           | アロガント・ギロチン                                                               |      |
|                          | シルバーマン                     | サイコマン             | 完璧拾弐式リンカーネーション・スパーク                                             |      |
|                          | ネプチューン・キング             | キン肉マングレート     | メガトンキングドライバー                                                           |      |
|                          | キン肉マンソルジャー             | ネメシス               | キャプテン・ドロップキック                                                         |      |
|                          | キン肉マンスーパー・フェニックス | オメガマン・アリステラ | モンスター・オメガ・クラッシュ                                                     |      |
|                          | グリムリパー                     | ボーン・コールド       | ダブルスピアドレス                                                                 |      |
| オメガ史上最高の双子     | オメガマン・アリステラ           | オメガマン・ディクシア | ツインズフォーフィンガースプラッシュ Ωツインズクラッシュ                           |      |
|                          | キン肉万太郎                     | スカーフェイス         | アルティメット・バスター                                                           |      |
|                          | キン肉万太郎                     | ライトニング           | ニードル・エクスプレス                                                             |      |

## タッグ技一覧
クロス・ボンバー
ネプチューンマン&ビッグ・ザ・武道のヘル・ミッショネルズの技。夢の超人タッグ編の対超人師弟コンビのウォーズマンに対して初使用。後方からラリアットをかけたところに前方からラリアットを決めるサンドイッチ式ラリアット。ラリアットを決める双方の腕がマグネットパワーで引きつけ合っているため威力は絶大で、覆面超人のマスクを吹き飛ばす。フルパワーで放てば、相手の首を飛ばすことも可能だとされる。
王位争奪編にてキン肉マン＆ロビンマスクのコンビ（ブルー・インパルス）も「日英クロスボンバー」として使用した。また、キン肉マン＆ネプチューンマンのコンビ（巌流島コンビ）がオメガマンに対し使用している。ここではマグネットパワーではなく友情の磁気波で引き付け合っている。
現実のプロレスでも使用されているが、危険とみなされ反則技に指定されている（主な使用者はノーフィアー〈高山善廣・大森隆男〉）。
オプティカルファイバー・クロスボンバー
『キン肉マンII世 究極の超人タッグ編』で登場。マグネットパワーの代わりに光ファイバーを用いた技。ヘル・イクスパンションズが使用。マスクのみならず相手の顔面を剥ぎ取るという、かつて以上の恐ろしさを見せ付けた。

地獄のコンビネーション（じごくのコンビネーション）
アシュラマン&サンシャインのはぐれ悪魔超人コンビの技。
地獄のコンビネーションパート1
夢の超人タッグ編の対ビッグボンバーズ戦で初使用。ロメロ・スペシャルで固めた相手同士をぶつける。
魔界の死刑執行法
パート1の変則技で相手の右胸に巨大な針を置いてぶつけて、心臓を貫く技。
地獄のコンビネーションパート2（スカル・キャスタネッツ）
2人同時に相手の頭部にドロップキックを放つ技。
地獄のコンビネーションパート3（スカイハイ・クラッシュ）
キン肉マンをゴンドラに突き刺した技。
地獄のコンビネーションパート4（阿修羅火玉弾）
パート4はサンシャインの呪いのローラーにアシュラマンが入り込み、相手めがけて発射される技。
地獄のコンビネーションパート5（呪いのローラー 地獄送り）
サンシャインの呪いのローラーにアシュラマンが相手を放り込む技。ゲームのみの呼称。
地獄のコンビネーションΩ（魔の四角窓 地獄送り）
ザ・デモリッションズの必殺技。地獄のコンビネーションパート5の応用技。

地獄のネジ回し（じごくのネジまわし）
ケンダマン&スクリュー・キッドの殺人遊戯コンビの技。夢の超人タッグ編の対モスト・デンジャラスコンビ戦で初使用。スクリューキッドが両足を交差させて相手に突き刺さり、その後、ケンダマンがスクリューキッドの頭部のネジ山に足をかけてドライバーの要領で回転させる荒業。
タッグフォーメーションA（タッグフォーメーションエー / タッグフォーメーションエース）
ロビンマスクとそのタッグパートナーによる技。ロビンマスクのタワーブリッジの反動で、パートナーの技の威力を上げる。
タッグフォーメーションA 超人師弟コンビVer
ロビンマスク&ウォーズマンの超人師弟コンビの技。ロビンマスクがウォーズマンにタワーブリッジを掛け、その反動でウォーズマンが回りながら相手にベアークローで攻撃する。アニメ版では、Aの読みがエースに変更された。
タッグフォーメーションA ジ・アドレナリンズVer
『II世』でのジ・アドレナリンズによる新たなタッグフォーメーションA。

超人サザンクロス（ちょうじんサザンクロス）
キン肉マン、テリーマン、ラーメンマン、ウォーズマン、ブロッケンJr.たち正義超人が一点めがけて同時にドロップキックを放つ。番外編のブートン戦および劇場版『キン肉マン 逆襲!宇宙かくれ超人』のハイドラキング戦で使用。
超人デコレーションツリー（ちょうじんデコレーションツリー）
キン肉マンスーパー・フェニックスとマンモスマンとプリズマンの知性チームの三位一体技。軸となるマンモスマンは相手に対してアルゼンチンバックブリーカーをかけ、残りの2名が相手の首と足それぞれに首4の字固め、足4の字固めをかける技（相手が3人の場合、首4の字、足4の字をかける2名は、残りの相手2名に対してアルゼンチンバックブリーカーをかける）。キン肉星王位争奪編の対残虐チーム戦との6人タッグマッチで、キン肉マンソルジャーとバッファローマンとブロッケンJr.の3人に対して初使用される。またブロッケンJr.1人に対しても3人がかりでとどめとして使用するが、切り返される。
ノースアメリカンコーポレーション
カナディアンマンとスペシャルマンのビッグ・ボンバーズの技。ロープの反動で返ってきた相手2人に、カナディアンマンとスペシャルマンがツインドロップキックを放つ。ゲーム『キン肉マン ジェネレーションズ』において、原作ではぐれ悪魔超人コンビにキックを放つシーンだけを頼りに開発スタッフが具現化した技。
8の字固め（はちのじがため）
スカル・ボーズ&デビル・マジシャンの宇宙一凶悪コンビの技。アメリカ遠征編の対凸凹ブラザーズ戦で使用。相手1人に、足4の字固め（スカル・ボーズが担当）と首4の字固め（デビル・マジシャンが担当）を同時に掛ける。
マッスル・ドッキング
キン肉マン&キン肉マングレートのマッスル・ブラザーズの技。夢の超人タッグ編での対四次元殺法コンビ戦で初使用。キン肉ドライバーの掛け手の肩にキン肉バスターの掛け手がまたがる奇跡の合体技。単独でかける時の10倍の威力があるとされる。決勝戦では、キン肉マン&テリーマンのザ・マシンガンズも使用した。『究極の超人タッグ編』では、マッスルブラザーズ・ヌーボー（万太郎とカオス）が仕掛け、失敗している。その後、マッスルブラザーズ・ヌーボー対ザ・マシンガンズ戦で、技を破られている。
マッスル・ドッキングα
『究極の超人タッグ編』での呼称。パートナー（キン肉マングレートorテリーマン）がキン肉バスター、キン肉マンがキン肉ドライバーを担当する。
マッスル・ドッキングβ
『究極の超人タッグ編』での呼称。キン肉マンがキン肉バスター、パートナー（キン肉マングレートorテリーマン）がキン肉ドライバーを担当。ネプチューンマンによると、パワーでパートナーに勝るキン肉マンがキン肉バスターを担当するマッスル・ドッキングβの方が威力が大きいと説明があり、キン肉マン、テリーマンもそのことを認めている。

四次元交差（よじげんこうさ）
ペンタゴン&ブラックホールの四次元殺法コンビの技。夢の超人タッグ編の対マッスルブラザーズで、キン肉マングレートに対して初使用。ペンタゴンがパイルドライバーの要領でブラックホールの頭部にある穴に相手を投げ込み、四次元空間に放り込む技。
レインボーブリッジスープレックス
キン肉マン&ネプチューンマンの巌流島コンビの技。ジャーマンスープレックスとダブルレッグスープレックスで相手の後頭部を激突させる。キン肉星王位争奪編の王位争奪サバイバル・マッチ決勝の6人タッグマッチにおいてスーパー・フェニックス＆オメガマン戦で使用。
ロングホーン・トレイン
バッファローマン&モンゴルマンの2000万パワーズの技。「きらめきの流血列車」の異名をとる。
夢の超人タッグ編の対殺人遊戯コンビ戦で初使用。モンゴルマンがバッファローマンを背中合わせに抱えて突進し、バッファローマンのロングホーンを相手に突き刺す技。殺人遊戯コンビ戦ではロングホーンが長く伸びてケンダマンとスクリューキッドの2人を貫いた。類似技で、万太郎とカオスの脚を前に出す空気抵抗を抑えたビッグフットエクスプレスがある。
NIKU⇒LAP
キン肉万太郎&ケビンマスクの坊ちゃんズの技。
キン肉バスターとOLAPの合体技。キン肉バスターで両足首を、OLAPで両手両足をクラッチしている。対戦相手1人に対し仕掛ける技。
バスターズ・ドッキング
ネメシス&ポーラマンの完璧・無量大数軍同士による技。
パートナーと背中合わせになり、それぞれが相手2人の片足ずつを持ってキン肉バスターを掛ける。作中に登場する以前に同様の技がゲーム『キン肉マン ジェネレーションズ』シリーズに「バスターバリエーションPART6」の名称で登場している。
ゴッドブレス・リベンジャー
キン肉マンスーパー・フェニックス&キン肉マンビッグボディのゴッドセレクテッドの技。イデアマンとザ・ノトーリアスのタッグマイティハーキュリーズ相手に使用。
フェニックスのマッスル・リベンジャーとビッグボディのメイプルリーフ・クラッチを合わせたタッグ技で、ゴッドセレクテッドはこのタッグ技でマイティハーキュリーズに勝利した。
シンクロニシティ・インフェルノ
キン肉マンゼブラ&マリキータマンのエグゾセミサイルズの技。ドミネーターとエル・カイトのエル・ドミノス相手に使用。
ゼブラのマッスル・インフェルノとロールシャッハ・ドットでゼブラの対抗策を読み取ったマリキータマンが、まずゼブラがエル・カイトにマッスル・インフェルノを仕掛けつつ、マリキータマンがドミネーターに逆さマッスル・インフェルノを仕掛けて上下から挟み込み、上下からエル・ドミノスを鎖のロープをレールにして滑り続けてダメージを与え続けて、時間超人特有の超回復を封じながら加速を増していき、最後は場外の柱にぶつけるタッグ技で、エグゾセミサイルズはこのタッグ技でKO勝利を得る。